# Mindennapi élet a magyar honfoglalás korában

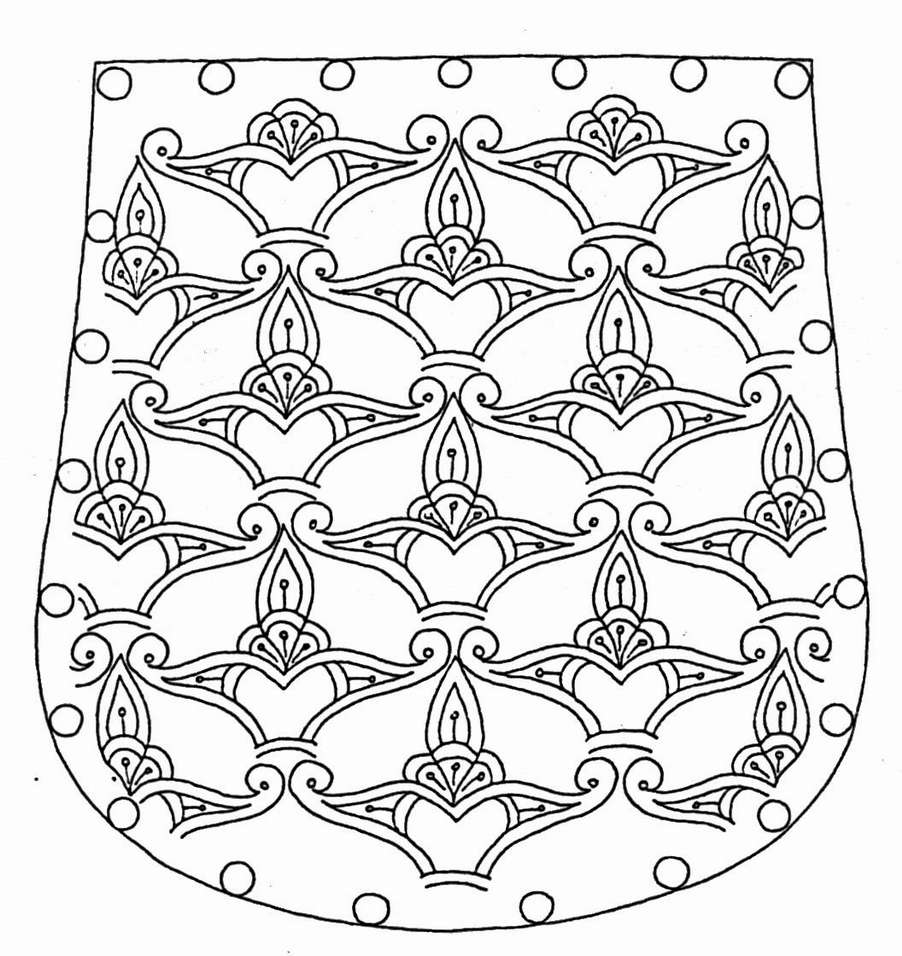
Tarsolylemez rajzolata Eperjeskéről

A mindennapi élet a magyar honfoglalás korában a magyar társadalom fejlődésének rendkívül fontos szakaszához tartozik, aminek során, mintegy két évszázad alatt, a nagyállattartó nomád társadalom földművelő, hűbéri rendszerű társadalommá alakult át. Létrejött a magyar állam, a kereszténység felvételével vallási fordulat következett be. Ezek a nagy változások erősen hatottak a korabeli magyarság mindennapi életére is. A nomadizálás a Kárpát-medencébe érkezés után egy ideig még a korai magyarok életmódjának a része volt, de a feltételek megváltozásával hamarosan fel kellett hagyniuk azzal. A változások idején minden bizonnyal egyszerre többféle életmód is létezett egymás mellett, de kezdetben valószínűleg az állattartás volt a meghatározó. Emellett azonban már a sztyeppén jelen volt a földművelés is a magyarok gazdálkodásában, ami aztán jelentősen bővült a Kárpát-medencében talált népcsoportoknak, az avaroknak és a morváknak a kor színvonalán intenzív földművelésének a hatására.
Honfoglaló elődeink életéről, hétköznapjairól nagyon kevés emlék maradt fenn, igen csekély a forrásanyag mennyisége és minősége egyaránt, és így az ezeken alapuló tudós elemzés is. A tudomány által a rendelkezésre álló információmorzsák alapján a 21. század elején nyújtható kép a témáról szükségszerűen hiányos és egyoldalú, mivel például a régészet számára nem állnak rendelkezésre a Kárpát-medence talaj- és éghajlati viszonyai között az olyan gyorsan romló anyagból készült leletek, mint a fa vagy  textil. A későbbi néprajzi párhuzamok a magyar és más népek szokásaiból segíthetnek az akkori magyar életmód nagy valószínűséggel történő rekonstruálásában, de bizonyosságot nem nyújthatnak.

## Embertani jelleg

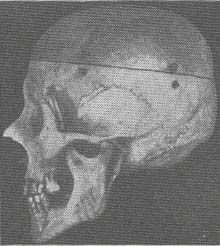
„Dinári koponya” illusztrációja Hans F. K. Günther Racial Elements of European History (1927) című művéből

A honfoglaló magyarok embertani jellegét illetően László Gyula a temetők leletanyagának elemzése nyomán azt a megállapítást teszi, hogy a honfoglalók törzseiben valószínűleg több különböző fajtajelleg uralkodhatott. Ezek közül a legfontosabbnak a keletbalti és a turanid rasszokat tartja, amelyek egyaránt Európa és Ázsia határterületein alakulhattak ki és egymással is rokonságban állnak. Emellett jelentősnek tartja a dinári rassz szerepét, különösen a nagykunok, jászok, palócok és az erdélyi magyarok körében. E rassz fő elterjedési területe Délkelet-Európa és a későbbi dél-orosz síkság volt. Az ő arányukat a honfoglalás kori magyarok esetében 5-6%-ra teszi, de Álmos fejedelem alkatának leírása pontosan illik rájuk, és ez összefüggést teremthet a dél-orosz területeken élő hunokkal. László Gyula a fenti rasszokkal ellentétben mongolos elemeket alig talált az embertani vizsgálódásai során. Ugyancsak határozottan elveti azt a vélekedést, hogy a honfoglalók között voltak törökös hódítók, akik „megszervezték” a finnugoros magyar népet, mivel ez a két elem nagyjából egyensúlyban volt és erősen keveredett.

## Társadalmi szerkezet
A korabeli magyar társadalom alapja a 15-30 fős nagycsalád volt, amint azt László Gyula elsősorban a temetkezések feltárása nyomán kimutatta. A család feje a legidősebb, még aktív korban lévő férfi, a családapa volt. Ez a családtípus érvényesült a magyar honfoglalás korában mind a finnugor, mind a török népek esetében is. A nagycsalád alapja a férfiágon számított vérközösség volt, de csatlakozhattak hozzá szegényebb távolabbi rokonok vagy szívesen látott jövevények is. Ez a rend nem csak a temetkezésekben, hanem a szálláshely kialakításánál is érvényesült, a családfő és szűkebb családjának jurtája állt középen, és tőle jobbra-balra, általában ívelt formában alakította ki a többi férfi családtag a lakóhelyeket. 
A nők helyzete a nagycsaládban alárendelt volt, a vagyon öröklésében nem részesedtek. A továbbélő néprajzi párhuzamok, így 20. század eleji göcseji példák alapján László Gyula valószínűsíti, hogy a nők nem ülhettek a családi asztalhoz, állva ettek. A levirátus intézménye nem csak az uralkodói házban (Koppány vezér), hanem a honfoglalás kori nagycsaládban is bevett szokás volt, azaz a nő a család tulajdona volt, ugyanúgy öröklődött, mint más vagyontárgy. Az asszonnyal adott hozomány, legalábbis egy része azonban általában a nő személyes tulajdona maradt, a honfoglalás kori női sírokban gyakran megtalálhatók az elhunyt személyes ékszerei, értékei.
A nagycsalád feje korlátlan úr volt családjában, éppúgy, mint a fejedelem az országban. Rokonaival szabadon rendelkezhetett, feleségét hűtlenség esetén akár megölhette, hiszen a tulajdona volt, mint a többi vagyontárgy. A családfő hatalma még a 13. században is olyan nagy volt, hogy gyermekeit eladhatta vagy zálogba adhatta. Néprajzi párhuzamok alapján szinte bizonyos, hogy a kereszténység előtti magyar nagycsaládban a családfő egyben az ősmagyar vallás papja is volt, aki felügyelte a különböző szertartásokat – ezek egy része népszokások formájában őrződött meg.
A nagycsaládon alapuló társadalmi szerkezetben a rabszolgáknak nem volt igazán helye. Még a honfoglalást megelőzően, a mai dél-orosz síkságon elfogott sok rabszolga nem termelési eszköz volt az ősmagyar társadalomban, hanem árucikk, „amit” leginkább a Bizánci Birodalom számára adtak el.
Az utódlást illetően is hasonló volt a helyzet, mint az ország élén, mivel a családfőt követhette tisztjében a család legidősebb, arra alkalmas férfitagja (szeniorátus); vagy az elsőszülött fiúgyermek (primogenitura); vagy a családfő által kijelölt utód. Az utódlás kérdésének eldöntésében mindenképpen nagy szerepet játszott az alkalmasság. A nagycsalád kifelé zárt egység volt. A vagyonközösséggel közös felelősség is járt, amint azt később Szent László, de még Könyves Kálmán törvényei is mutatják: a tolvaj családtag vétkéért a család egyetemlegesen viselte a felelősséget.
A rokon nagycsaládokból álló nemzetségek szövetsége volt a törzs, ami azonban már nem tiszta vérközösség, hanem politikai egység volt, és befogadhatott csatlakozott elemeket, törzstöredékeket is. A törzsek szövetsége alkotta a magyar nomád államot, illetve a honfoglalás után a letelepedett magyarok államát. A törzsszövetség élén álló nagycsalád, a fejedelmi család életét ugyanazok a törvények határozták meg, mint a népi nagycsaládét.
A nagycsalád önálló, önellátó gazdasági egység volt, a fő termelőeszközöket, elsősorban az állatállományt illetően vagyonközösségben élt. Egy falu eredetileg egy nagycsalád volt, László Gyula szerint a falu és a család szavak szinonimák voltak, a család szó átvétel a szláv nyelvekből. Szent István és Szent László törvényeinek a falvakra vonatkozó cikkelyei alatt nagycsaládokat, az elöljáróik alatt a családfőket kell érteni.
Az önellátó nagycsaládokban erős volt a nemek közötti munkamegosztás. A férfiak főleg az állattartásban, a szerszámok készítésében tevékenykedtek, a nők dolga volt a a textilek, valamint az ételek készítése.
A honfoglalást követő századokban, amikor a földbőség megszűnt és a termőföld értékké kezdett válni, fontossá vált a nagycsaládban a földközösség is. A családi vagyon nem öröklődött a szó modern értelmében, hanem azt osztatlanul használták az egymást követő generációk. Végrendeletet készíteni egészen a 13. századig csak külön királyi engedéllyel lehetett.

## Vallás
A honfoglalás kori magyar generációk vallási elképzelései igen változatosak lehettek, mind a hétköznapi hiedelmekben, mind pedig uralkodó rétegek ideológiájában. Saját hitviláguk mellett már a honfoglalás előtt megismerkedtek a keresztény, az iszlám és a zsidó vallások egyes elemeivel is, lehettek közöttük ezeknek a vallásoknak a hívői is.
Az ősmagyar vallás alapja a totemizmus volt, az állatősök tisztelete. Ez leginkább az Árpád-család ősének tekintett turul tiszteletében maradt fenn. Más ősmagyar nemzetségek más állatősöket (szarvas, farkas) tiszteltek. A folklórban még a 20. században is ismert táltosok és boszorkányok szerepe a magyar hitvilágban messze a honfoglalás előtti időre vezethető vissza.
Szent László törvényeiből ismert, hogy a magyarok egy része a kereszténység felvétele után is hódolt az ősi szokásoknak, és például kutak, fák, kövek, források mellett áldoztak ősi isteneiknek. Ebben a korban még sok kőbálvány is létezett szerte az országban, ezekre ma már csak földrajzi nevek, illetve régi írásos források utalásai emlékeztetnek.
A régészek gyakran építési áldozatokat is találtak. Ezekben az esetekben edényt borítottak egy kisállat csontjaira. Régi hagyomány volt a kutyára tett eskü, ilyenkor a kutya testét rituálisan temették el, helyét sokáig megőrizte az emlékezet.
A temetkezések során annak, akit boszorkánysággal vádoltak, éles tárgyat tettek keresztbe a mellkasán, például ollót, sarlót, hogy megakadályozzák visszatérését.

### Néprajzi párhuzamok a sámánizmus témaköréből
Ezeknek a néprajzi elemeknek az korai magyarokra történő vonatkoztatása erősen vitatott, tudományos bizonyítékokkal − egyelőre? – nem támasztható alá. Pócs Éva Széchenyi-díjas néprajzkutató szerint a honfoglalás kori sámánizmus képe nagy egészében néprajzkutatók, régészek és amatőrök, áltudósok összjátékával létrejött, prekoncepciókon alapuló romantikus konstrukció.

„A samanizmus mind az uráli, mind az altáji népek életében fontos szerepet töltött be, ezért a magyarság nyelvi és történeti múltjának fokozatos felderítése magával hozta, hogy a magyarok pogány vallásában is keressék nyomait. Ezek a törekvések a romantika európai eszmevilágába kapcsolódtak, a nemzeti identitáskeresés jegyében, így a kutatás bizonyos szimbolikus, az identitástudatot is szolgáló ideológiai töltetet is kapott: az a törekvés élt implicite a kutatás hátterében, hogy a magyarok vallása rendelkezzék valamilyen sajátos, az európaitól megkülönböztető keleti vonással.” (Pócs Éva: „A honfoglaló magyarok világfája a kutatói illúziók fényében.”

– Pócs Éva

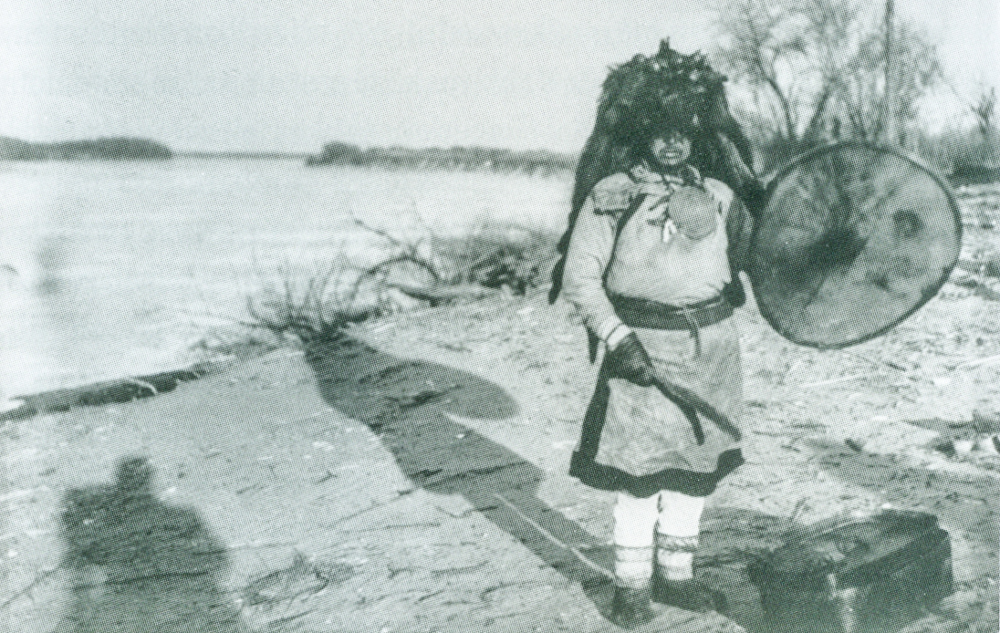
Nanaj sámán, 19. század
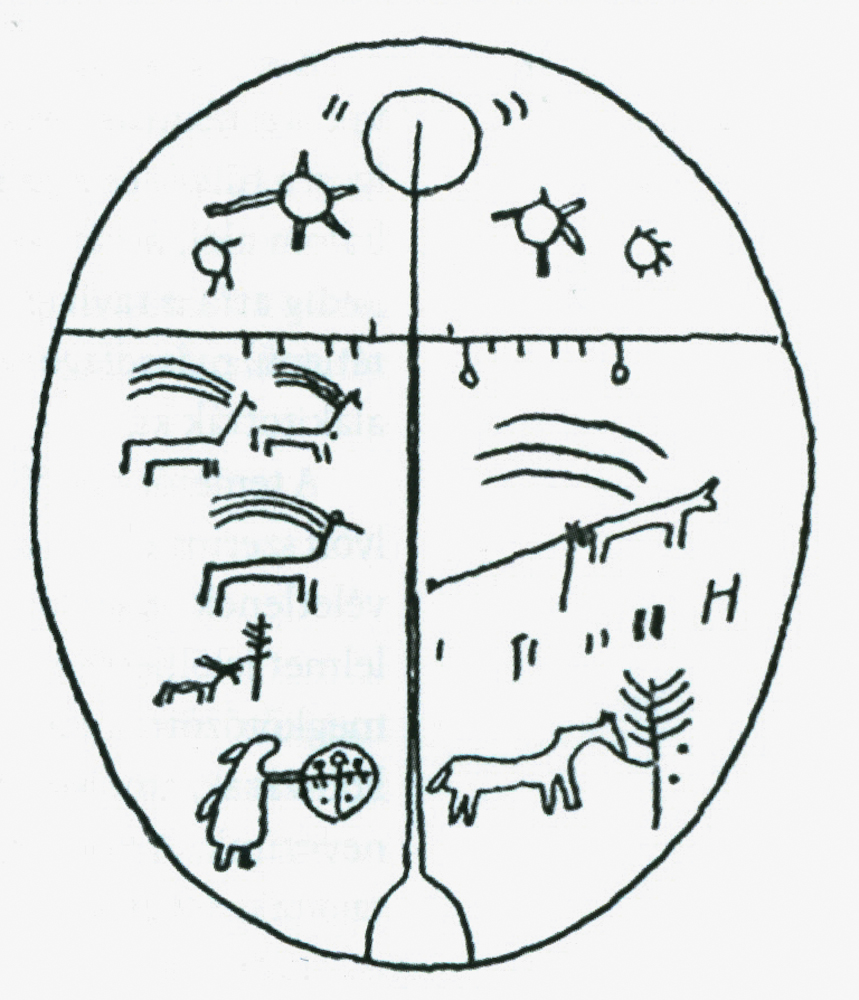
Altaji sámándob rajzolata, benne egy ló bőre rúdra függesztve
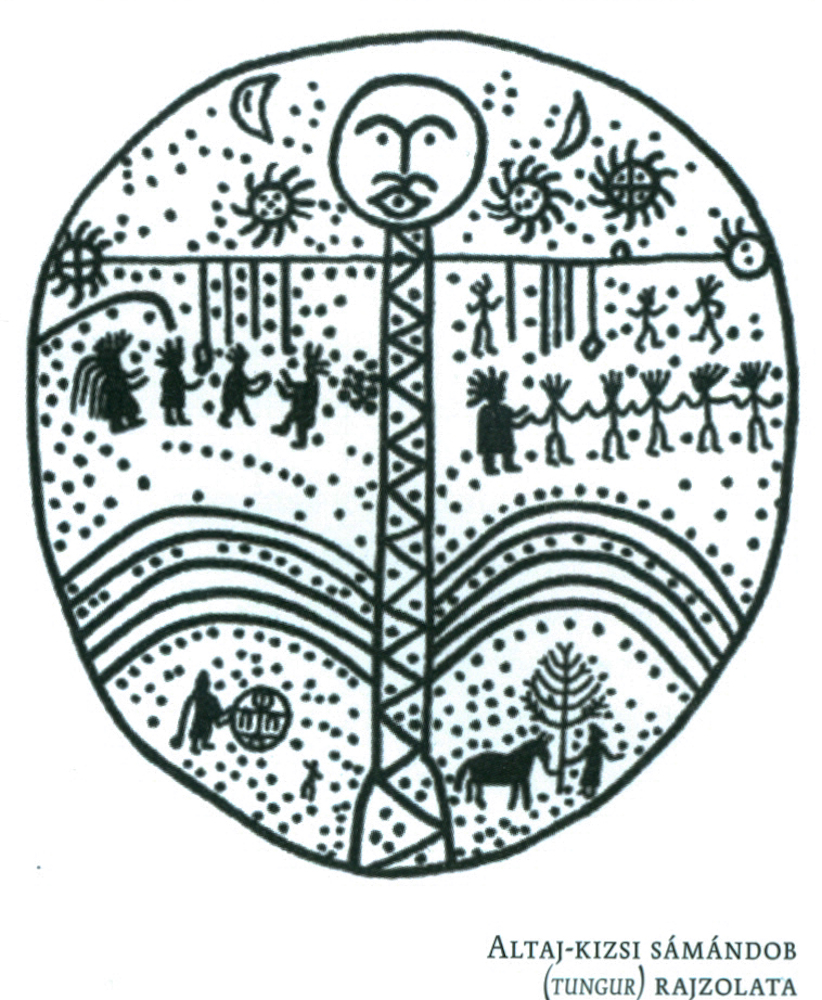
Sámándob rajzolata
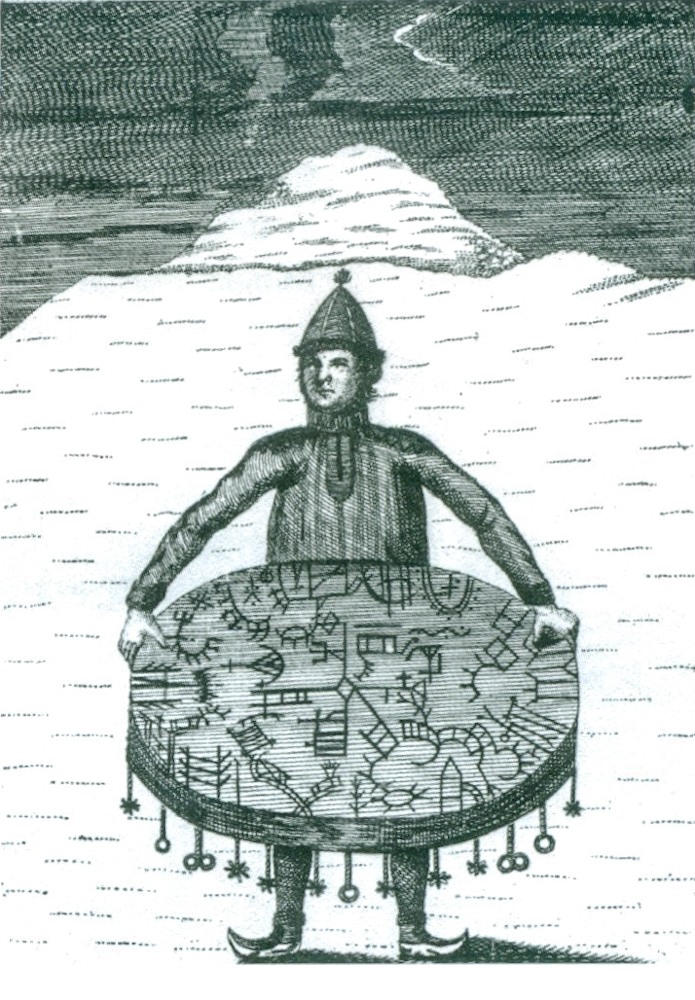
Lapp sámán rajza a 19. századból

## Gazdasági élet

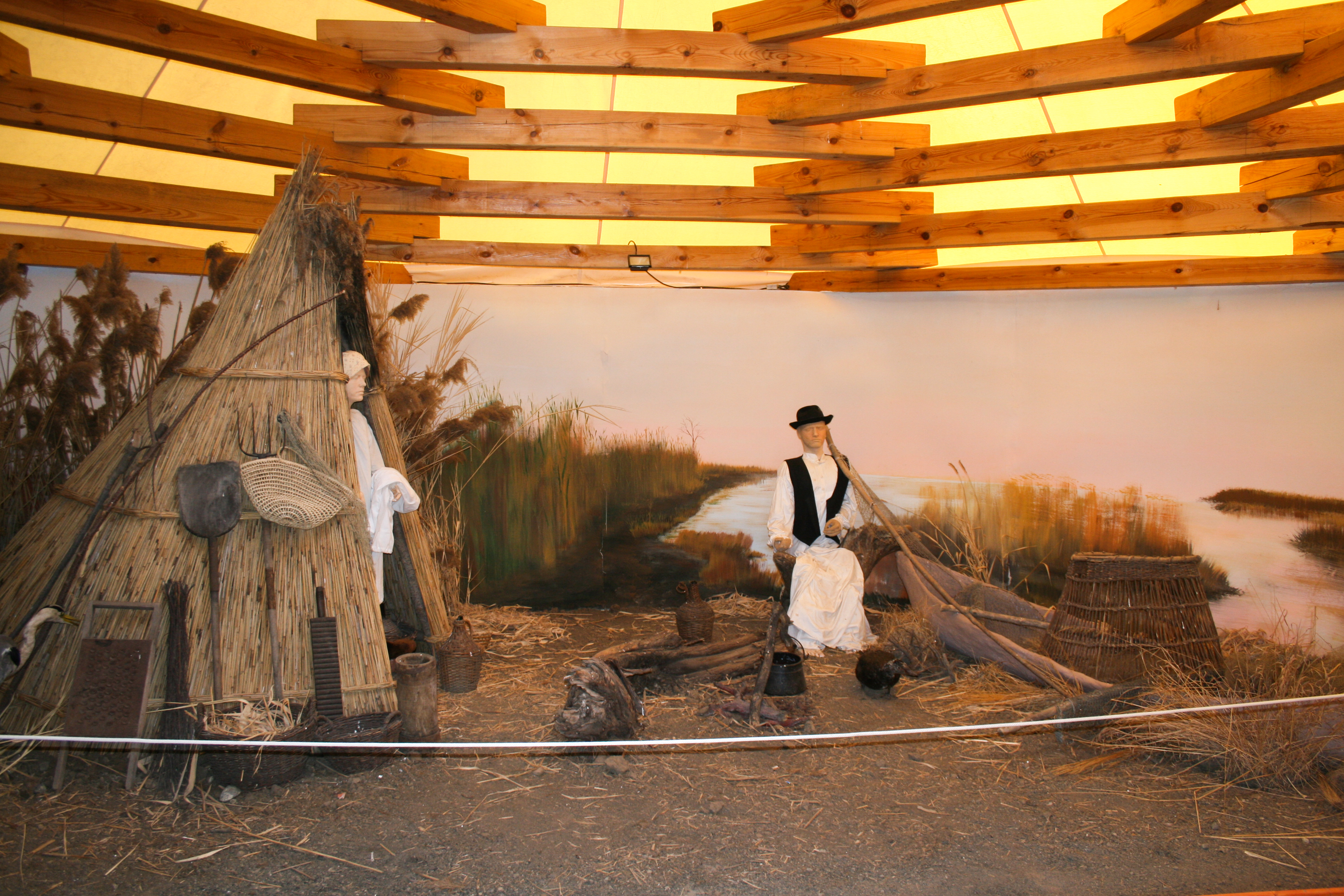
Középkori magyar halásztanya diorámán

A magyarok gazdasági életének alapja a honfoglalásig a nagyállattenyésztő nomád gazdálkodás volt, de emellett téli szálláshelyeik közelében földműveléssel is foglalkoztak – a honfoglalás után e két ágazat egymáshoz viszonyított szerepe fokozatosan, hosszabb idő alatt megfordult. A letelepedés után is még hosszú századokig naturálgazdálkodást folytattak, alapvetően saját szükségletre termelt minden család. Tavasszal, nyáron, ősszel reggeltől estig tevékenykedtek a földeken, az állatok mellett, a házak körül. Télen az élet lelassult, de munka volt ekkor is, javítgatták a mezőgazdasági eszközöket, a halászathoz fonták a hálót.
A kapás földművelés, a zöldségtermesztés az asszonyok dolga volt, az ekével végzett gabonatermelés a férfiak munkája.
Más lovasnomád népektől eltérően az ősmagyarok értettek a halászathoz és téli szálláshelyeik közelében rendszeresen foglalkoztak azzal. Erről Ibn Ruszta és Gardízi is megemlékezik. A magyar nyelv halászattal kapcsolatos szavainak egy része finnugor eredetű. A magyarok a Kárpát-medencében is folytatták a rendkívül változatos eszközökkel művelt halászatot, pákászatot.

### A hadviselés mint sajátos gazdasági ágazat

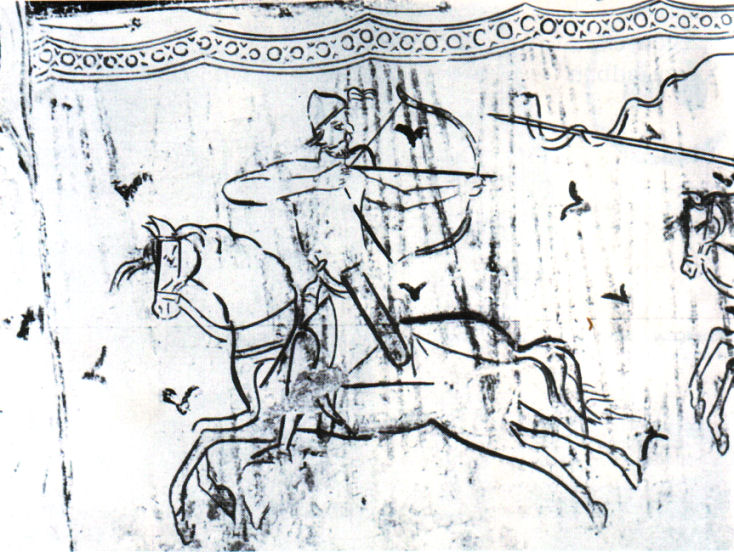
Valószínűleg magyar harcost ábrázoló freskórészlet Aquileiából

A 9–10. században a magyar férfiaknak a lovai mellett minden bizonnyal volt saját, főleg vadászatra használt íjászfelszerelése és legalább egy, sok célra használható baltája, amiket harcra is tudott használni, de valószínűleg más fegyvere, kése is. A szabad harcosok csapatai a kelet-európai sztyeppén gyakran vezettek kisebb-nagyobb zsákmányoló portyákat, például a szlávoktól rendszeresen raboltak el embereket, akiket aztán bizánciaknak adták el rabszolgának luxuscikkekért cserébe.
E tevékenységek kárpát-medencei folytatása volt a kalandozások kora, amikor a szabad férfilakosság jelentős része időről időre, szervezett keretek között, zsákmányszerző, vagy a megrendelő hatalom által fizetett portyákon vett részt. A hadjáratok eredményeként, csak a szűkös írásos források és régészeti eredmények által is bizonyíthatóan, 15 tonna ezüst érkezhetett a Kárpát-medencébe zsákmányként, vagy fizetség gyanánt. A valóságos mennyiség ennek többszöröse lehetett. Bóna István a 10. század első felét „ezüstkornak” nevezte.

### Állattenyésztés

#### Előzmények
A honfoglaló magyar nép nagyállattartó nomád gazdálkodása szoros párhuzamokat mutat a korabeli más sztyeppei népek életmódjával. Ennek alapján a 20. század első felének neves történészei, Zichy István, Gombocz Zoltán, Kniezsa István úgy tartották, hogy az ősmagyarságot a nyugati törökség tanította meg az állattenyésztésre időszámításunk első évszázadaiban. A később részletesebb kutatások azonban sokoldalúan bizonyították, hogy a magyar állattartó kultúra hosszú fejlődési folyamata már az i. e. 2. évezred közepe táján megkezdődött. E két évezredes folyamat során a magyarok többször és különböző mértékben kerültek kapcsolatba iráni és török nyelvű népekkel. Az állattartás magyar terminológiájának kutatói a 21. század elején legalább négy történeti és eredet szerinti réteget különítenek el:
1. ősi, finnugor, ugor alapréteg;
2. az iráni jövevényszavak több csoportja;
3. az ótörök jövevényszavak csoportjai;
4. az ősmagyar kori belső fejlődésű szavak.

Ennek alapján a történészek ebben a két évezredben legalább három gazdasági típus egymás utáni jelenlétét körvonalazzák:
1. az ugor kori lovas-vadász gazdálkodás (ezt azonosítják Hérodotosznak a jyrka vadászról írt szavaival);
2. az előmagyarok összetett gazdálkodása az erdőövezet szélein (i. e. 6. század – i. sz. 5. század)
3. pusztai nagyállattartó, félnomád gazdálkodás.

#### A honfoglalók lovai

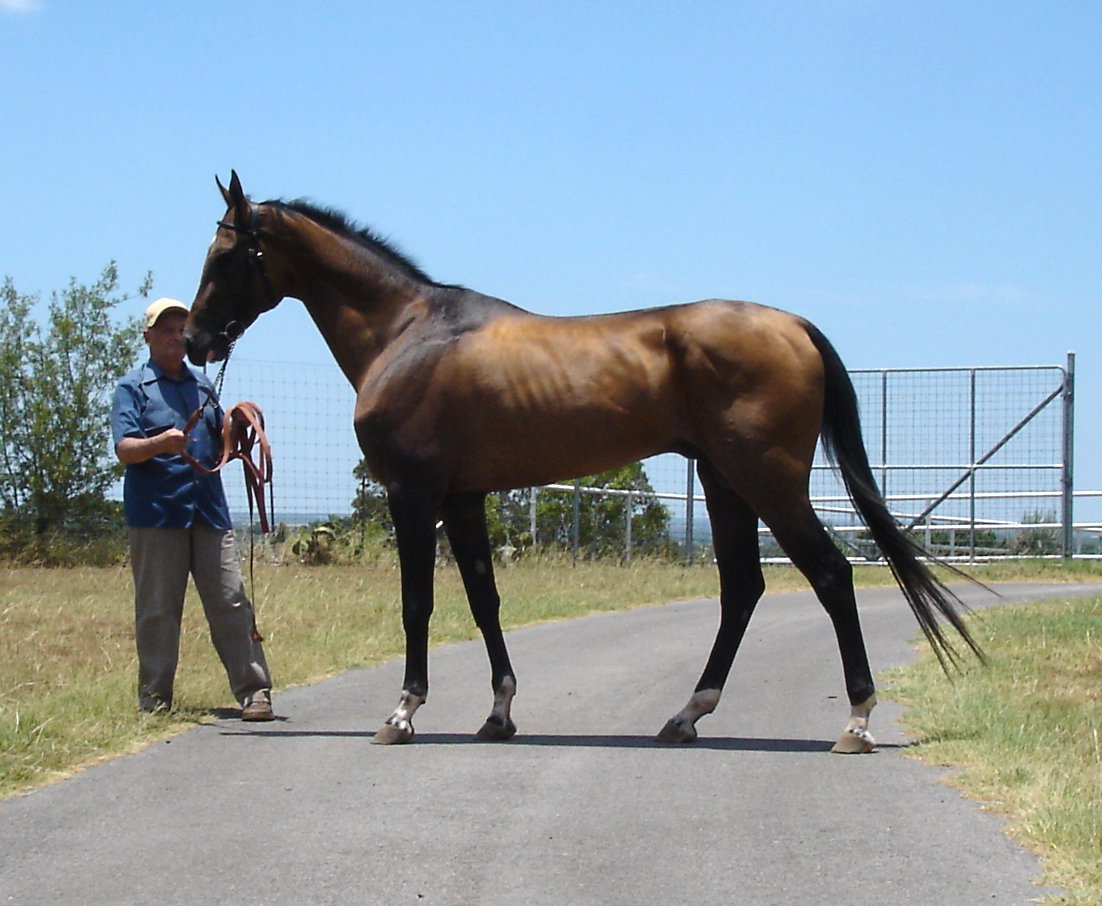
Tipikus mai akhal teke mén

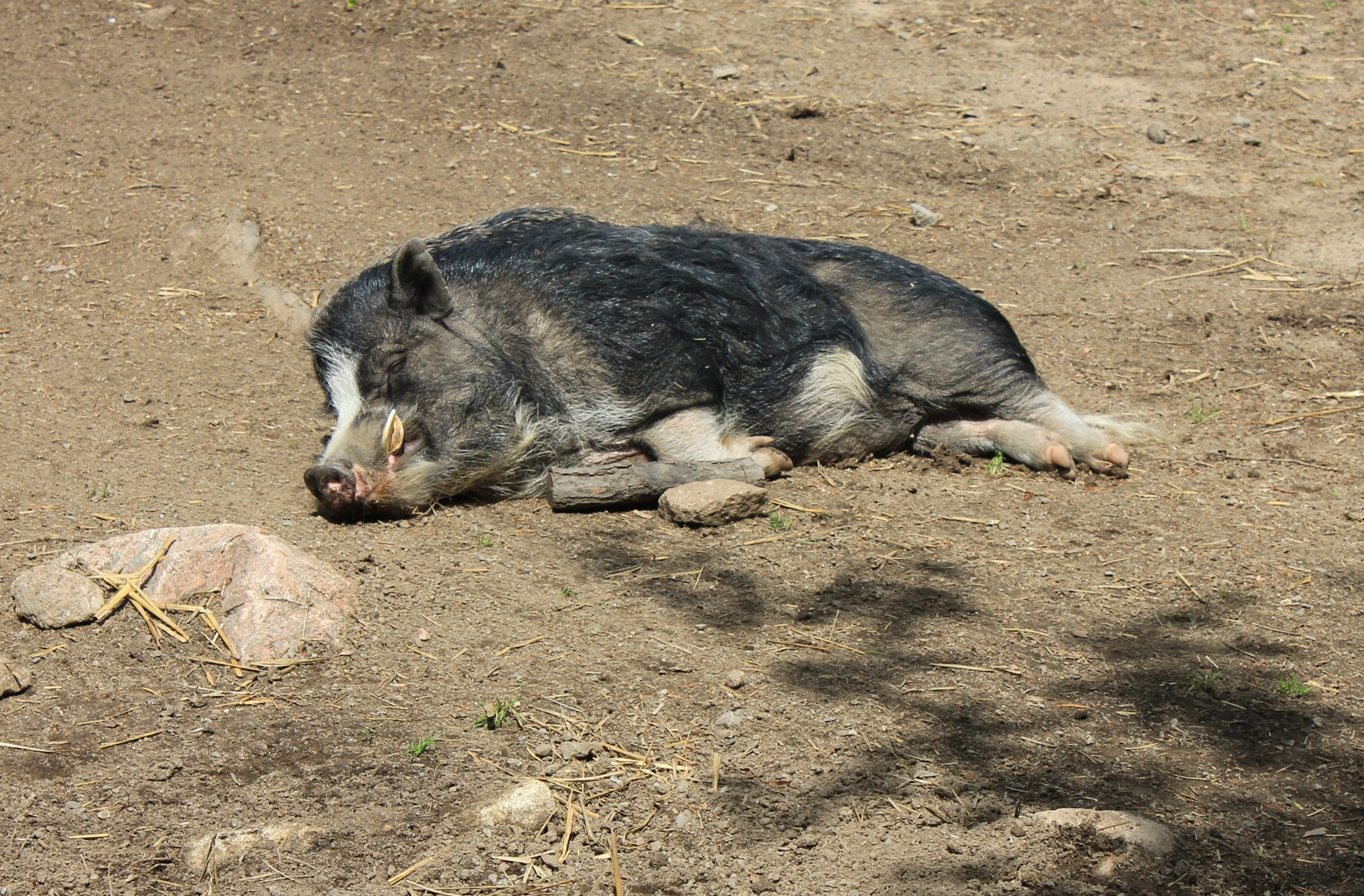
Régi disznófajta

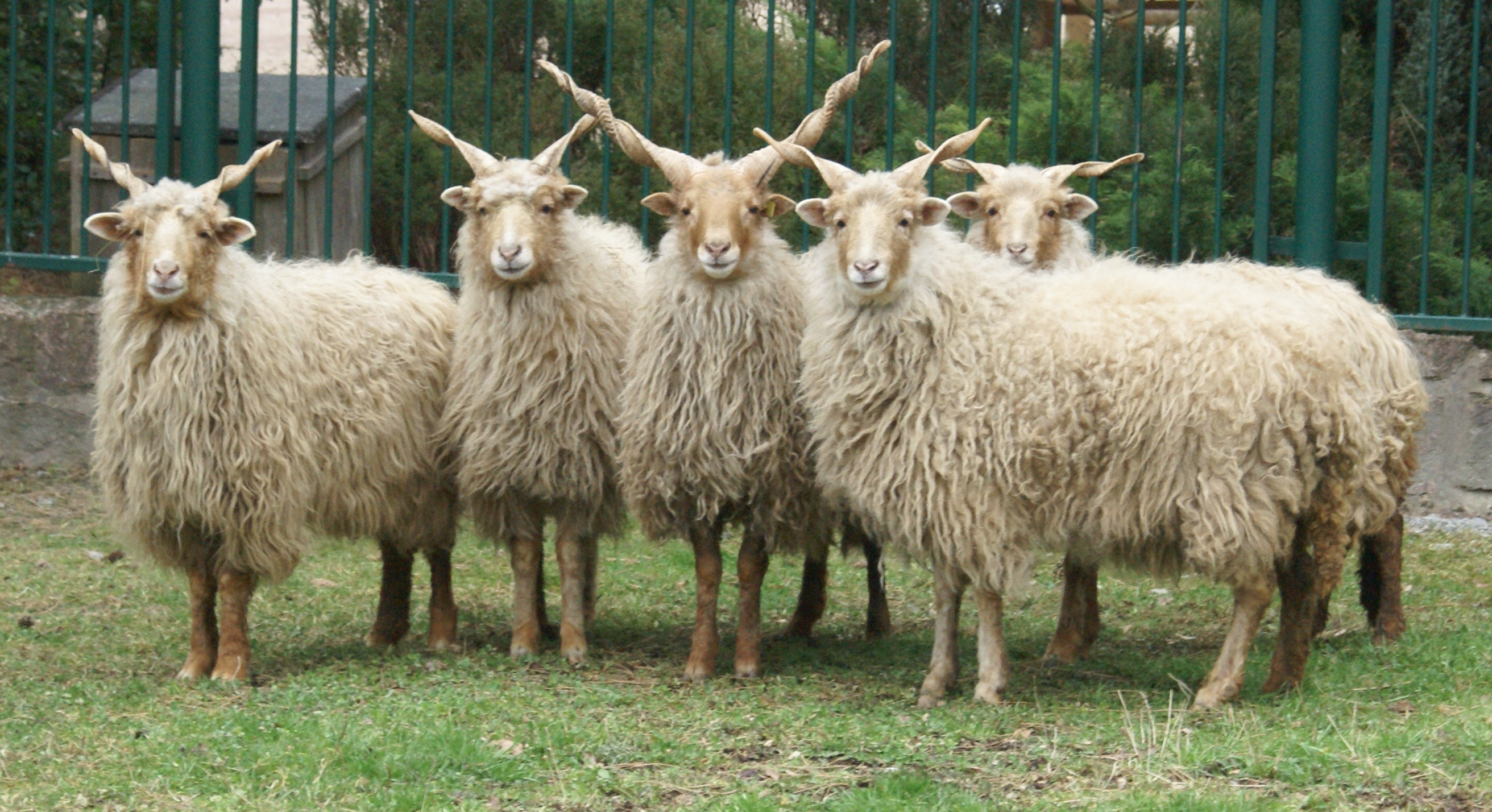
Magyar racka juhok

A legfontosabb haszonállat ebben a korban egyértelműen a ló volt. A sztyeppei nomád világban a szerepe kiemelkedő volt; a közlekedés eszköze, élelem- és italforrás (kumisz) és nem utolsósorban harci eszköz. A lovával szinte összenőtt lovas azonban szükség esetén, vagy ha eljött az ideje, teljes természetességgel levágta és családjával együtt elfogyasztotta hű társát.
A levágott ló minden részét hasznosították. A maradék húst sózták, füstölték, szárították. A belekből például íjhúr készült, a bőrt kikészítették.
A lovastudományok sokáig tovább éltek a magyar lakosság széles köreiben. Paget János még a 19. században is arról számolt be, hogy kisgyerekek is félelem nélkül lovagoltak, magabiztosan bántak az állatokkal; de azt is megjegyzi, hogy a magyarok durván, kegyetlenül bántak lovaikkal. (19-20. századi néprajzi párhuzamok is mutatják, hogy a pásztorok kutyáikat ugyan gondosan etetik, de igen szigorúan fegyelmezik és soha nem simogatják.)
A lóállomány nagysága képezte a gazdagság fokmérőjét a nagyuraknál is. (A későbbi századok során ezt a szerepet fokozatosan a szarvasmarha vette át.) A honfoglalók lovai a leletekből ítélve átlag 1,40 méter marmagasságú, félvad ménesekben tartott állatok voltak, részben valószínűleg a tarpán rokonai. Harcra és hátaslónak inkább heréltet használhattak. Az alapvetően ridegen tartott állatok egy részét télen már takarmányozták, számukra nyáron szénát kaszáltak.
A pogány temetkezés fontos része volt a lóáldozat, amikor is a halotti tor során a ló húsát elfogyasztották. A honfoglalás kori lovas temetkezések aránya 15-20% az összes feltárt sírhoz képest. A régészek a 21. század elején már 156 eltemetett ló maradványait tanulmányozhatták. Ezeknek a fajtája változatos, átlagos marmagasságuk 138,2 cm. A temetkezés két fő formában történt: a lóbőrös sírokban a ló fejét és összehajtogatott bőrét helyezték el, a lóbőr nélküliekben csak a fejét és a négy láb végét. A lófajták elemzése azt mutatja, hogy jó megjelenésű és nagy munkabírású állatok lehettek, de a parlagi fajtáknak megfelelő küllemi hibák is jellemzőek voltak, mint a „deszkanyak” vagy „szarvasnyak” és mások.
A régészet és a genetika eredményei már lehetővé teszik az avar és a magyar lovak összehasonlítását is a temetkezések alapján. 17 avar kori és 14 honfoglalás kori ló részletes vizsgálata nyomán megállapították, hogy az avar lovak fajta szerint egyöntetűbbek voltak, és közelebb álltak a hucul lovakhoz, mint a magyarokéi. A magyar temetkezésekben sokféle különböző fajtájú ló jelent meg, köztük a nevezetes akhal teke korabeli változatai. A változatosságból arra következtetnek, hogy a magyarok a saját tenyésztés mellett zsákmányolásból és kereskedelemből is beszereztek lovakat.
A sírokból számtalan különböző lószerszám is előkerült, amik a korabeli anyagi kultúra fontos emlékei, így zablák, kengyelek, szíjazatok, nyergek. A leletek közül hiányzik a lópatkó és a sarkantyú, mivel ezeket ebben a korban még nem használták.
Más nomád népektől eltérően a magyarok már korán használták a szekeret is. A legkorábbi magyar ábrázolások csak a 14. századból származnak, ezek négykerekű szekeret ábrázolnak, de közép-ázsiai néprajzi párhuzamok alapján lehetséges, hogy két nagy kerékkel rendelkező szekereket is használtak.
A kereszténység felvétele után a lóáldozatot betiltották, ezzel a lóhús-evés is visszaszorult. A vallási összefüggéseket jó mutatja, hogy az 1046-os  Vata-féle pogány lázadás során a felkelők visszatértek a lóhús, valamint a kumisz fogyasztására.
A 11. századi törvénykönyvekben két helyen is szerepel a ló ökörrel történő megváltása. Ebből kitűnik, hogy ló értéke ekkoriban mintegy két és félszerese volt az ökörének. Az ökör azonban sokkal alkalmasabb volt a földművelésben igásállatként, mint a ló, amely inkább a hadviselés, a vadászat illetve a közlekedés eszköze volt.

#### Egyéb háziállatok

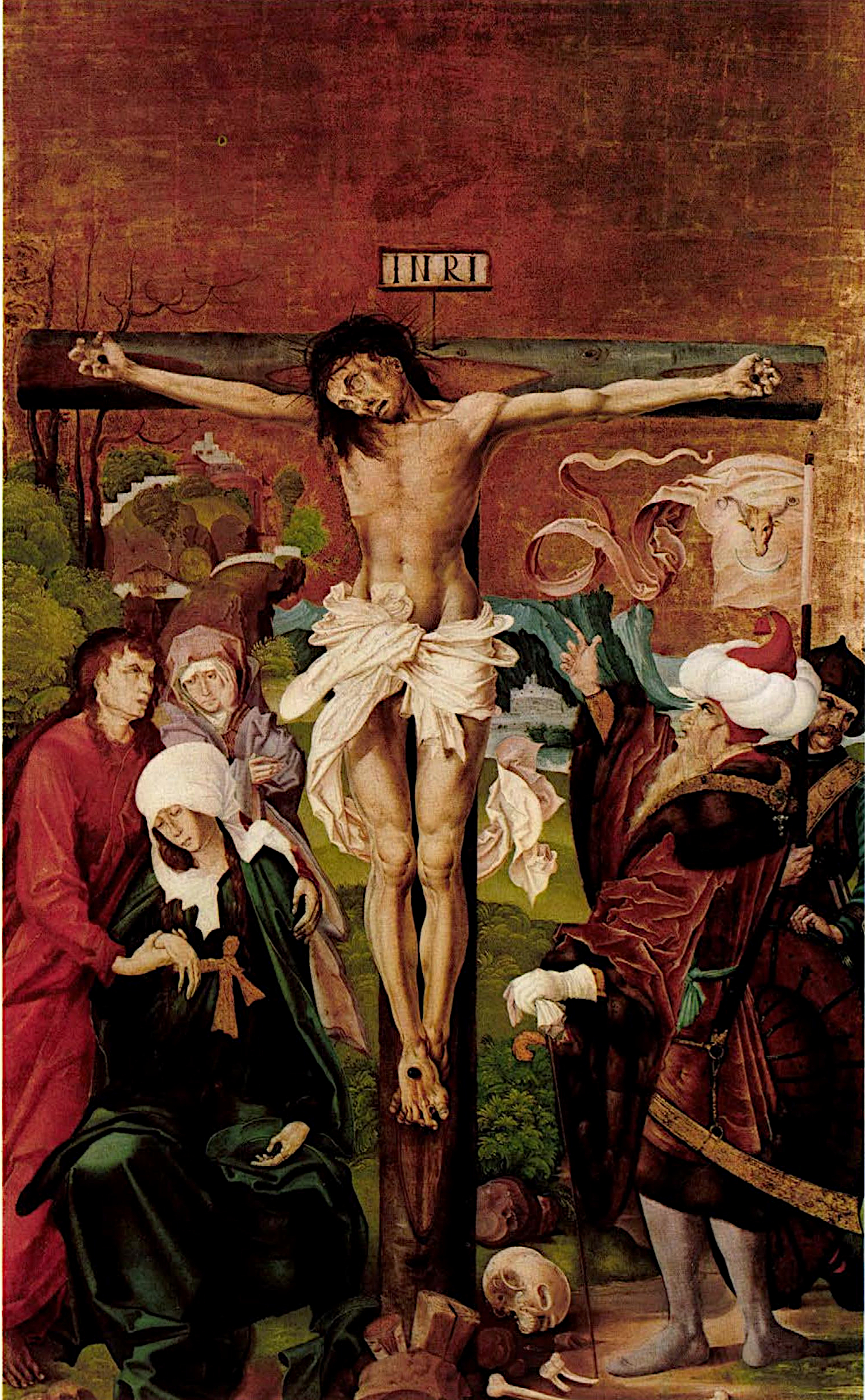
A honfoglalás kori juh ábrázolása M S mester képén, jobbra a templomi zászlón

A második legfontosabb állatfajta a juh volt, mégpedig László Gyula szerint a magyar racka juh. Későbbi, részletesebb kutatások megállapították, hogy a honfoglalók juha a racka közeli rokona volt, de a szarvformája kissé eltérő, vízszintesen csavarodott. Ez a fajta még a 19. században is létezett a Hortobágyon, ahol a rackától elkülönítve tartották. Legjobb középkori ábrázolása M S mester egyik  képén látható, a templomi zászlón a háttérben. A szarvasmarhát is ridegen tartották, de ezek még nem a szürkemarha fajtájához tartoztak, hanem kis testű, átlagosan 112 cm marmagasságú, rövid szarvú állatok voltak. A honfoglaló magyarok sertést is tartottak, ez a fajta a szalontai disznóhoz állt közel; borjú nagyságú, vöröses szőrű, vad természetű állatok voltak, amik időnként keveredtek a vaddisznóval is. Ezeket is ridegen tartották, makkoltatták vagy mocsarakba terelték. A baromfitartás asszonyi munka volt, de ez a hagyomány – a disznótartással együtt – arról is tanúskodik, hogy a korabeli magyarok már nem voltak igazi nomádok.
A korai Árpád-kori állatcsontanyag vizsgálata szerint a Kárpát-medence központi részein a ló aránya 20,5%, a szarvasmarha 32%, a juh 14,5%, a sertés 16,6% volt (Matolcsi János vizsgálata). Vörös István vizsgálata pedig 37 Árpád-kori település alapján a következő arányokat mutatja: ló 10,8%, szarvasmarha 44,8%, kiskérődzők 18,8%, sertés 18,5%, baromfi 2%, szamár, macska, kutya 7%. A honfoglalás kori állatállományból a bivaly még hiányzott.
A kutya és a macska is fontos állatok voltak, a jószágot óvták a farkasoktól, sakáloktól, a terményt  az egerektől.

#### Az állattartó „szállások”
A nyolcvanas években a Közép-Tisza-vidéki Kengyel község határában tártak fel honfoglalás kori állattartó építményeket, karámokat, amik néprajzi példákból is ismertek. Ezek egyszerű szerkezete az állatok összetartására szolgált: árkot ástak, aminek a külső oldalára halmozták fel a kiemelt földet, ez utóbbi tetejére pedig karóból, nádból védőfalat emeltek, ami nyáron árnyékot adott, télen pedig a szél ellen védte az állatokat, birkákat vagy szarvasmarhákat.

### Növénytermesztés

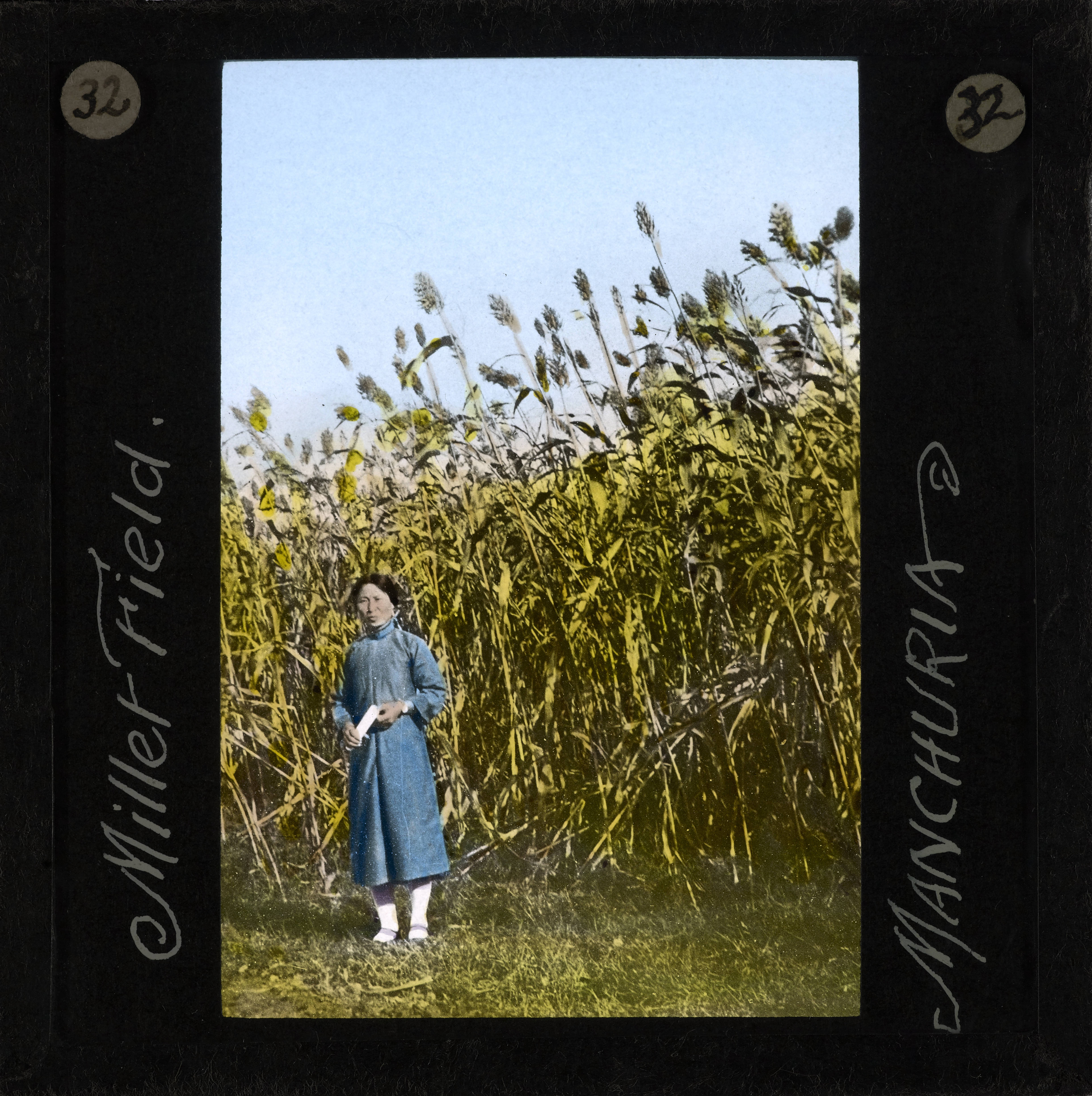
Kölesmező Mandzsúriában

A korai Árpád-korban a köles, később a búza vált a legfontosabb gabonává. Emellett borsót, babot fogyasztottak, kapásnövényeket termesztettek, fűszernövényeket is használtak.

#### Nyelvészeti vizsgálódások
Nyelvi elemzések szerint a termesztett növények közül a köles szó a része a legrégebben a magyar nyelvnek, már az obi-ugor nyelvrokonainknál is megvan, de végső eredete ismeretlen. A búza, az árpa és kender valószínűleg a honfoglalás előtti török jövevényszó. (Az árpa szó finnugor -d képzőjével született meg az Árpád név, aminek jelentése árpácska, árpában bővelkedő lehetett.) A zab, a rozs és a len szavunk valószínűleg már a honfoglalás után, szláv nyelvekből került a magyarba. A tönköly később, német eredetű szó.
A zöldségek közül a hagyma neve ősi magyar eredetű; a borsó török jövevényszó, a bab, lencse és sok más növény neve szláv eredetű.
A gyümölcs szó maga is török eredetű, csakúgy, mint az alma, a körte, a szőlő a dió. A meggy és a mogyoró régi magyar szó, utóbbi a tojás jelentésű mony szóból fejlődött ki, nyilván alakja miatt.

#### Régészeti eredmények
A honfoglalás kori köznépi temetők elhelyezkedéséből kiderül, hogy a letelepedés az Alföld és a Dunántúl termékeny, vályogos, löszös mezőségi és rozsdabarna erdőtalajain történt. A mezőgazdasági vaseszközök közül túróekék ekevasai és az aratásra használt sarlók kerültek elő. A kasza a 10. században jelent meg.
A borsodi földvár ásatásai során az 1990-es években a földvárat megelőző ottani 10. századi falu leégett maradványai között cserepekben azonosítottak egy korabeli egytálételt: húsoskása vegyes gabona őrleményéből, birkahús, valamint hagyma, fokhagyma és gyökérzöldség hozzáadásával. Egy másik maradványban elegyes gabonaőrleménybe sütött köleskásaszemeket azonosítottak, egy továbbiban pedig liktáriumot, azaz a középkornak a mai lekvárnál hígabb édességét találták meg, mézzel édesített vadon termő gyümölcsökből.
A rostnövények közül egyedül a kenderről bizonyos, hogy termesztették: helyenként jelentős mennyiségű készletezett kendermakkocska került elő. Nagy valószínűséggel főleg hallucinogén és fájdalomcsillapító hatása miatt alkalmazták az ősmagyar vallás szertartásaiban és a gyógyászatban, mivel a kereszténység felvétele után gyakorlatilag eltűnt az Árpád-kori lelőhelyek anyagából. Egyéb, minden bizonnyal kultikus és gyógyászati célokra használt magvak is előfordulnak a korai temetkezési leletek között, mint az apró szulák, a hasindító kutyatej, a fehér libatop és közönséges orbáncfű termése.

### Kézműipar
A honfoglaló magyarok nagycsaládi közösségei a legtöbb szerszámot, eszközt saját gazdaságukban állították elő a naturálgazdálkodás keretében. A komolyabb szerszámokat, fegyvereket, eszközöket azonban már szakosodott, nagy hagyományokra építkező, bonyolult munkamenetben dolgozó mesteremberek, kéziparosok készítették. Többek között a helységnevek is tanúságul szolgálnak arra, hogy például a vasolvasztók, kovácscsaládok, a nyereg-, illetve íjkészítők külön szállásokon űzték a mesterségüket. Elsőként László Gyula rekonstruálta a honfoglalás kori magyar nyerget, ami felépítésében nagyon hasonlított a még a 20. század elején is használatos úgynevezett tiszafüredi pásztornyereghez.  Az összetett íjak készítése ebben a korban már rendkívül bonyolult munkamenet volt, évezredes hagyományokra tekintett vissza, egyes elemeinek elnevezése még finnugor. Minden bizonnyal a szíjártók tevékenysége is igen fejlett volt, a bőr romlandósága miatt azonban erre a régészeti leletekből általában csak közvetett bizonyítékokat lehet találni. Ezzel szemben a fazekasmesterség az alapvetően lovasnomád magyar társadalomban kevéssé volt ismert, és inkább csak a Kárpát-medencei letelepedés után kezdett fejlődni, avar és szláv minták nyomán.

#### Fazekasság
A kor fazekasai edényeiket kézikorongon, hurkatechnikával építették fel, majd kiégették. Fazekaskemencét a régészek alig találtak, ezért valószínű, hogy a mesterek főleg egyszerű boglyakemencét használtak, esetleg gödörben égették ki az edényeket. A leggyakoribb edény a fazék volt, a cserépbogrács csak később jelent meg. A díszítés bekarcolt hullám- és vízszintes vonalakból állt, leginkább az edény felső kétharmadán. A tárgyak mintegy egyharmadán (domború) fenékbélyeg látható, kereszt, pentagramma, szvasztika vagy más vonalak. Ezeket leginkább mesterjegynek vélik, de a kutatók egy része szimbolikus tartalmat tulajdonít nekik, mások tulajdonjegynek tekintik. A fenékbélyegeket a korongra erősíthető fa vendégtányér segítségével készíthették.
A korabeli magyar fazekas háziipar a Kárpát-medencével szomszédos területekhez hasonló színvonalon állt, ezekkel nem kereskedtek. Csak néhány importedényt találtak a régészek, mint egy mázas amforát Sóshartyánban. A sírmellékletek is általában házi készítésű edények voltak, többnyire nők és gyermekek számára. A 10. században egyszerre leégett Borsod falu feltárásakor egy-egy háztartásban 12-16 edényt találtak a régészek.
Néprajzi párhuzamok alapján nagyon valószínű, hogy a korabeli magyarság a cserépedények mellett nagy számban használt fából faragott vagy fakéregből varrott edényeket is, amikben szintén lehetett főzni a beléjük helyezett forró kő segítségével. Romlandó anyaguk miatt azonban ilyen edények nem maradtak fenn.

#### Vasművesség
Az 1870–1990-es évek célirányos kutatásai több mint száz vasolvasztó kemencét tártak fel a Dunántúlon. Ezek részben avar kori hagyományok folytatásai lehettek, mint a 9. századra keltezett vasolvasztó telepek csoportja az Alpokalján és a Sopron környékén. A 10. században nagy, központosított vasipari műhelyek alakultak ki Somogy megyében és Sopron körül. Liudprand cremonai püspök szerint a tavaszi hadjáratok előtti telet a magyarok fegyverek készítésével töltötték. 
A 10. századi Magyar Fejedelemség a sóbányászat és a vastermelés hasznát az állam javára vonta el. A vasművelésben már a 9. századtól kimutathatók nyugati hatások is. 
A vastermeléshez szükséges ércet gyepvasércből szerezték, bányák nem voltak. A kohók a településektől távol, a tüzelőanyagot biztosító erdőkben voltak, a kovácsolás viszont már a településeken történt.
A falusi kovácsok fontos személyek voltak a közösség életében a vas kiemelkedő jelentősége miatt. Ők javították, készítették a földműveléshez és állattartáshoz nélkülözhetetlen eszközöket, szerszámokat. Emellett a kovácsok voltak a kor állatorvosai is, patkoltak, gyógyítottak.

#### Ötvösség

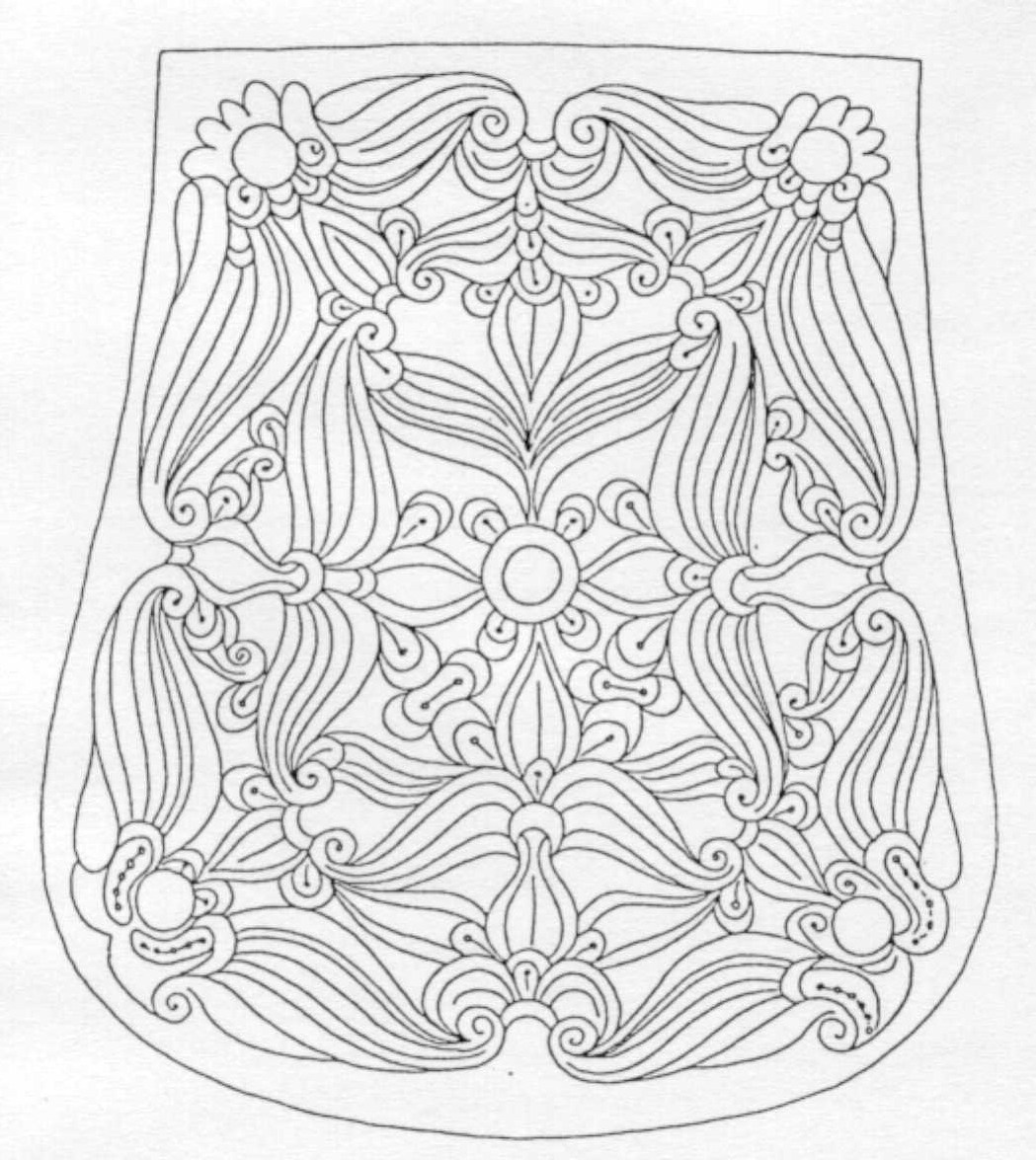
Tarsolylemez rajzolata Túrkevéről

A kézműiparnak már a művészetek felé mutató ágazata volt az ötvösmesterek alkotó munkája, amit a régészet eredményei jól dokumentálnak. A honfoglalás kora a magyar ötvösművészet fénykora volt. Különösen jellegzetes korabeli magyar termékek a tarsolylemezek.

#### Bőrművesség
A honfoglalás kor régészeti leletei között kis számban találhatók bőrleletek is, mivel a fémek ionjai a fémveretek környékén akadályozták a bőr lebomlását. A bőrmaradványok részletesebb kutatása 2013-ban kezdődött meg.
A bőr kikészítésének egyik korabeli módozata az írásos forrásokban „magyar bőrnek” említett bőrfajta. Ennek során a nyersbőrt éles eszközzel szőrtelenítették, timsós-konyhasós vízben áztatták,majd erőteljesen kézzel megdolgozták. Szárítás után parázs felett melegítették, majd a meleg bőrt faggyúval bekenték, ezzel vízállóvá tették. E módszernek kicsi volt a hely- és anyagigénye, és más módszerekkel szemben csak 2-4 hétig tart. Több kutatás szerint a honfoglaló magyarok már alkalmazták ezt a módszert.
A bőrleleteken a varrás általában nagyon gyakorlott kéztől származik, az öltések kisméretűek, egyenletesek.

### Kereskedelem
A magyarság már a honfoglalás előtt, a dél-orosz síkságokon erőteljesen bekapcsolódott a kor nemzetközi kereskedelmi áramlataiba; egyik legfontosabb kereskedelmi kapcsolatuk a Bizánci Birodalommal volt, leginkább szláv rabszolgákat adtak el a fekete-tengeri bizánci kikötővárosokban luxuscikkekért cserébe. 
László Gyula kutatásai szerint a 10. században a Kárpát-medencében a következő fő kereskedelmi útvonalak léteztek: a nyugati útvonal Szombathely térségétől Pest környékén át a Tisza-könyökig mutatható ki a Karoling eredetű tárgyak leletei alapján. Fontos volt a keleti kapcsolat is, a Kijev és Csernyigov felől a Vereckei-hágón át Pestre, majd Székesfehérvárra vezető út. Tovább élt a római úthálózat egy része is. Különösen a borostyánút és a Duna jobb partján vezető római hadiút egyes szakaszai maradtak sokáig használatban, legalábbis mint útjelzők. Észak felé a Vág völgyén át. illetve Kassán keresztül haladtak utak. Ezeknek a kihasználtsága természetesen erősen ingadozott, és messze elmaradt mind a római kori, mind pedig a későbbi középkori forgalomtól. Az arab pénzek leletei, valamint a Pesten megtelepült volgai bolgár kereskedők azonban bizonyítják, hogy a 10. században idáig is eljutottak a dél-oroszországi kereskedő-karavánok. A kereskedelem szinte kizárólag luxuscikkekkel folyt, ékszerek, prémek, míves fegyverek jelentették azokat az árucikkeket, amikkel érdemes volt a hosszú és veszélyes kereskedelmi utakra indulni. Sokáig fennmaradt a rabszolga-kereskedelem is, amint azt Könyves Kálmán törvénye is jelzi, miszerint csak az idegen területről hozzánk került, más nyelvű rabszolgák kivitelét, azaz az átmenő forgalmat engedélyezte. A belső kereskedelemben a legfontosabb árucikk az erdélyi só volt. A kereskedők között muzulmánok (főleg volgai bolgárok), zsidók és magyarok egyaránt voltak.

### Pénzek

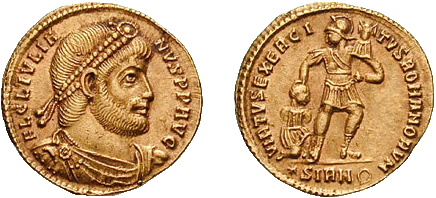
Bizánci arany solidus

A korszak legkedveltebb, keleten és nyugaton egyaránt legelfogadottabb pénze a 4,5 grammos bizánci arany solidus (más néven „nomizma” vagy „bezant”) volt. Értékmérőként is használatos volt, az árakat ebben adták meg akkor is, ha fizikailag nem volt jelen az alkunál, hanem csereüzletről volt szó. Tekintélyét mutatja, hogy pontosan ugyanebben a méretben és értékben verték a muszlim aranydinárt („mithkal”) is. Az ezüstpénzek változatosabbak voltak. Gyakori volt az elméletileg (kopás előtt) 3 grammos arab dirhem, hasonló volt a bizánci miliaresion. Az 1,7 grammos frank dinár természetesen kevesebbet ért.

## Étkezés
Az étkezés alapja a honfoglalás korában még nem a kenyér volt. Az ősmagyarok a téli szállás közelében termeltek gabonaféléket, árpát, kölest, búzát. Általában nem várták meg teljes érésüket, hanem már korábban learatták és pörköléssel tartósították. A legfontosabb gabonaféle a korszak elején a rövid tenyészidejű, kevés gondozást igénylő köles volt; a hántolás után belőle készült kása pedig a legfontosabb eledel. Emellett lisztet is készítettek, amiről Szent Gellért emlékezett meg a gabonát kézimalomban őrlő lányról írva, aki munkája közben énekelt. Pintér Sándor 19. századi palóc példák nyomán írja le a hamubasült pogácsa készítését, ami nem sokban különbözhetett a honfoglalás kori gyakorlattól. Eszerint a tejes érés állapotában lévő rozskalászokból vágták le a szükséges mennyiségű kalászt, amit aztán a kalászok külső részét leégetve megpörköltek, a magokat szétmorzsolták, szeleléssel a törmeléktől megtisztítottak. Megsózták, famozsárban megtörték, a pépet megdagasztották. Ebből ökölnyi nagyságú gömböket – vagy egyetlen nagy lepényt – gyúrtak, amit parázson megsütöttek. Ez volt a hamuban sült pogácsa, amiről a népmesékben annyi szó esik.
A magyarok már a honfoglalás előtt ismerték és használták étkezésükben a hagymát, borsót, tormát és salátaféléket. Női sírokból előkerültek ásók is a kertgazdálkodás jeleként. A kapásnövények nagyobb arányú termelése azonban csak jóval a honfoglalás után kezdődött. A legtöbb gyümölcsünk neve (alma, körte, dió, birs és maga a gyümölcs szó is) azonban honfoglalás előtti eredetű a magyar nyelvben, ezért bizonyos, hogy azokat az ősmagyarok ismerték és fogyasztották, legalábbis vad formájukban. A szőlőművelés körüli szókészlet is azt jelzi, hogy már a honfoglalás előtt foglalkoztak ezzel a magyarok, és bizonyos, hogy a Dunántúlon a nagyrészt elvadult római szőlőket gyorsan használatba vették. A bor mellett a komlóból főzött sört is ismerték, készítettek és fogyasztottak az ősmagyarok.
A méhészkedés fejlett volt már az Árpád-kor előtt is, és töretlenül folytatódott a Kárpát-medencében. Az ősmagyarok ismerték és felhasználták a nyírfa nedvének kedvező hatásait; a nyírfa megcsapolása, a „viricselés” a Székelyföldön még a 20. században is ismert gyakorlat volt. Az ősi gyűjtögető életmód hagyományaként ismeretes volt a gombaszedés, a magyaltölgy makkjának megsütése, sőt szükséghelyzetben az őrölt fakéregből kenyérféle készítése is.
Fontos volt a víz szerepe. A kutakat fával bélelték, ami valamelyest szűrte a vizet, de a középkori kutak a talajvizet tárták fel, ami sokszor fertőzött volt. Ez is hozzájárult a borfogyasztás elterjedéséhez.

## Az élet szakaszai
A terhességet sok népi hiedelem övezte. Az áldott állapotban lévő asszonynak tilos volt étellel foglalatoskodnia, és számos eseményen nem volt szabad részt vennie, különösen temetésen. A szülés a földön történt, guggoló helyzetben. Az újszülöttet és az édesanyját számos bonyolult szabály révén igyekeztek megóvni a rontástól.
A megszületett gyermekek nevét a nagycsaládban általában az anya adta. Erre utal az Árpád-ház későbbi gyakorlata is, ahol az anyák nemzetiségi hovatartozása, a magával hozott névadási szokások döntő szerepet kaptak az utódok személynevében.
A gyermekeknek játékszereik szinte nem is voltak, ilyeneket a sírokban sem találtak. A kockázáshoz hasonló, a birkák térdcsontjával folytatott játékról maradtak fenn emlékek. Egyebekben a gyerekek nagyon korán kezdték utánozni a felnőtteket, illetve bekapcsolódtak a család munkatevékenységébe. Már három éves korukban lóra ültették őket. Első fegyver-játékuk általában a hajítófa volt.
A fiúgyermek tíz éves korától jogilag felnőttnek, családtagnak számított.

### Házasodás
A honfoglalás kori temetők vizsgálata alapján László Gyula arra a következtetésre jut, hogy a honfoglalók körében kétségtelenül az egynejűség volt a gyakorlat. A korai lengyel és cseh kereszténységnek sok gondja volt a többnejűséggel, de a magyarok körében erre csak Szent László törvénykönyve utal, ami szigorúan tiltja a többnejűséget – mégpedig a keresztény papok körében, akik ebben a korban valószínűleg nagyrészt külföldiek voltak. A rokonnépek és a néprajzi párhuzamok vizsgálata nyomán arra a következtetésre jut, hogy a házasság fő formái a színlelt vagy igazi leányrablás, leányszöktetés és a vétel voltak. A leggyakoribbnak számító leányvásárlásról Gardízi perzsa író tudósított; eszerint a vételár lovakból, pénzből és áruból állhatott.
A leányrablás lehetett színlelt, a rokonság előzetes beleegyezésével, vagy erőszakos is. Az első esetben némi látszólagos üldözés után utólag szentesítették a házasságot. A második, ritkább eset viszont szinte kisebb háborúval felérő vérbosszú-sorozatot indíthatott el a nemzetségek között. A szokás a honfoglalás után is tovább élt egy ideig, amint az kitűnik I. István magyar király törvényeiből, amelyek a tényleges leányrablásra ugyanolyan büntetéseket szabtak ki, mint amit a feleséggyilkosságra vagy más házának a megtámadására. A magyarság későbbi életéből is sok néprajzi emléke maradt fenn a leányszöktetés szokásának.

### Betegségek, halál
A betegségek egy részét gyógyfüvekkel tudták kezelni, de eszközeik legtöbbször kimerültek a babonás, vallásos ráolvasásokban. A sebeket ellenben viszonylag jól tudták kezelni, a temetkezésekből megállapítható, hogy súlyos sebesüléseket is túl tudtak élni. A koponyalékelést magas szinten művelték, de ennek inkább misztikus jelentősége volt; egyes esetekben azonban orvosi, sebkezelési okai is lehettek.
A temetkezések során a sírok elhelyezése gyakran leképezte a szóban forgó személyeknek a nagycsaládban elfoglalt társadalmi helyzetét. Ősmagyar jellegzetesség volt a lóval történt temetkezés, aminek során a ló koponyáját, illetve lábcsontjait a bőrébe csavarva az elhunyt férfi – vagy nő – lábához helyezték a sírba. A ló húsát minden bizonnyal a halotti tor során fogyasztották el.
A honfoglalás kori női sírokból amulettek is gyakran kerülnek elő, kauricsigából és cápafogból készülteket is felleltek a farkasfogak és medveagyarak mellett. Az egzotikus darabok valószínűleg nem kereskedelemből származtak, hanem ősmaradványok felszíni lelőhelyein gyűjtötték azokat.
A halott visszajárásától való félelem indokolhatta, hogy számos esetben találtak olyan sírokat, amelyekbe belenyilaztak, a holttestet leszögezték, megcsonkították vagy átdöfték.

## Otthon, lakás

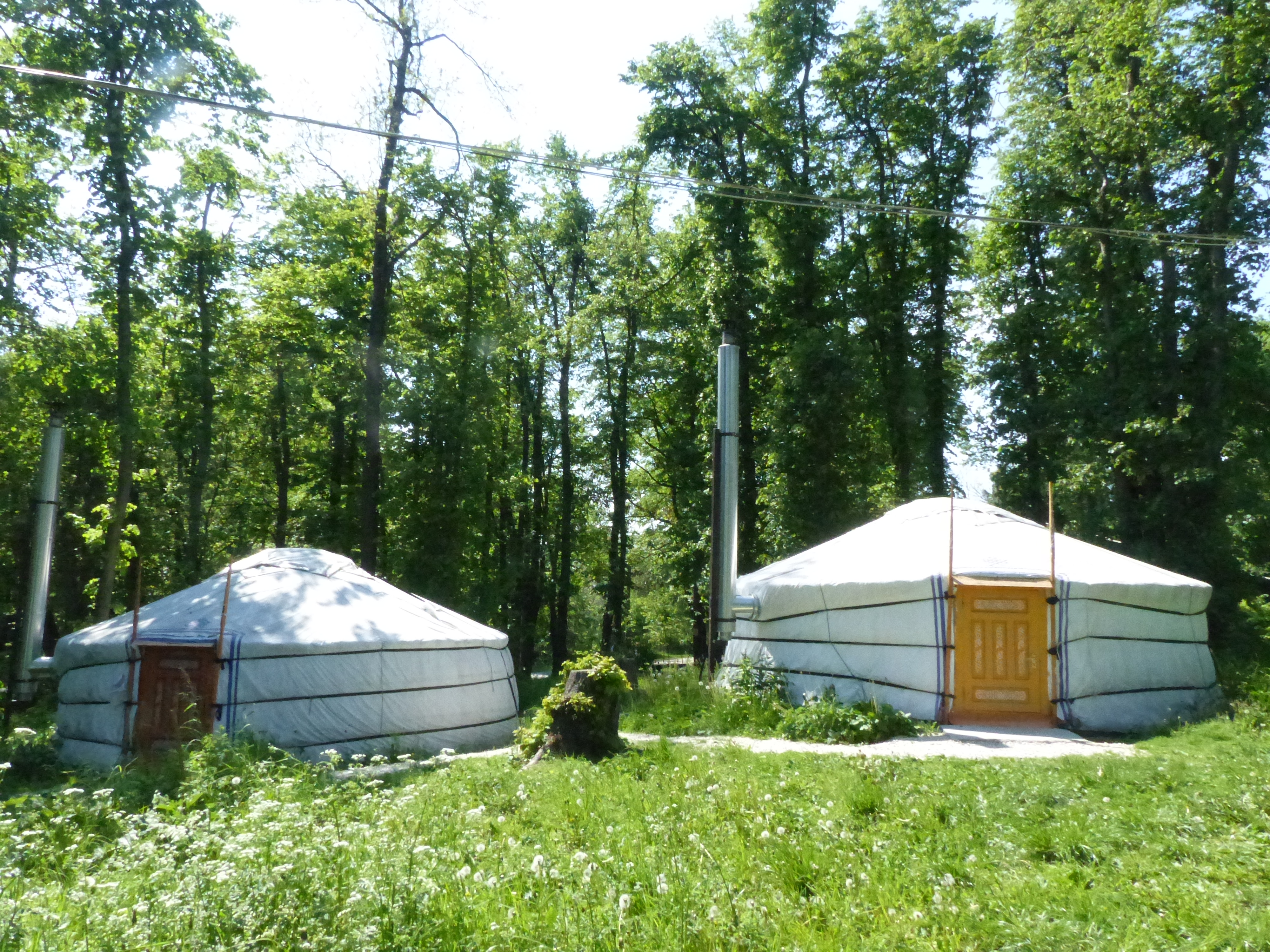
Hagyományőrzők által épített mai magyar jurták

László Gyula kutatásai szerint a honfoglaló magyarság nagy valószínűséggel csaknem ugyanolyan körülmények között élhetett, ahogy azt a 10–12. századból származó feljegyzések (például Liudprand, Abu Ubajd al-Bakri, Freisingi Ottó), dokumentálják, azaz télen tapasztott falú házakban laktak, míg nyáron inkább hordozható nemezsátrakban, jurtákban. (Ezek korabeli elnevezése nem ismeretes. Mind a „sátor”, mind a „jurta” szó későbbi átvétel a magyar nyelvben. A modern magyar kutatók egy része a „nemezház” kifejezést alkalmazza rájuk.)
A honfoglaló magyarság nagycsaládi szállásai eleinte a vándorló, szállásváltó életmód szükségletei szerint alakultak, de fokozatosan megjelentek a többé-kevésbé állandó falvak is. A szállásváltás nem kóborlás, hanem terv szerinti vonulás volt, és a szállás is sajátos rend szerint épült fel. A jurták és a tábor tájolása egységes volt, lehetőség szerint szélvédett helyen, vízhez közel verték fel, a jurták bejárata kelet felé nézett. A legrangosabb családfő jurtája állt középen. A szállás részei voltak még a jurtákon kívül fa- és nádkunyhók, szélfogó cserények, kerítések, karámok. A szekereket, taligákat a szállások körül két vonalban sorakoztatták fel, támadás veszélye esetén ezekből szekérsáncot lehetett kialakítani.

### Falvak
A honfoglalás után először úgynevezett szórt falvak jöttek létre, a házak elszórva álltak, utcaszerkezet nem volt. A korai Árpád-kori falvak száma többszöröse volt maiaknak. A nagyállattartáshoz alkalmazkodva sokfelé tanyaszerű, mindössze egy-két házból álló települések jöttek létre.
A falvak ebben az időben még meglehetősen „mobilak” voltak: szükség, lehetőség esetén egész falvak költözhettek el: szétszedték, fölpakolták a házak fő részeit. A termőterületeket ekkor még gyakran kimerülésig használták. (Szabályozatlan talajváltó rendszer).
Az állandóbb jellegű településeket a vízjárta térségekből kiemelkedő magaslatokon, a vízfolyások magas partjain építették fel. Az erdős, hegyes vidékekre csak a folyók mentén, és csak a 10-11. század fordulójától kezdtek behatolni. A 10. századi magyarság a sík vidékek jó termőterületeit sem tudta benépesíteni, a szabadon maradt területekre a 11. századtól nagy számban érkeztek külföldi telepesek.
A tűzveszélyes melléképületeket, kézműipari épületeket, kovácsműhelyt a falu szélére helyezték.

#### Borsod falu
A 10. században túlnyomó többségben voltak a négy-öt család alkotta kis létszámú települések. A korszerű régészet eszközeivel feltárt Borsod falu, amit a későbbi borsodi földvár előzményeként tártak fel az ottani várdombon, a maga 17–20 házával, 100–200 fős lakosságával a korszak nagy települései közé tartozott. Mindegyik itt feltárt ház a felszínen épült, ami bizonyítja, hogy a földbe ásott házak mellett a felszíni épületek is hozzátartoztak a korabeli települések képéhez. Itt előkerült 5x5 méteres ház, 80 cm-es falakkal, amit agyagba és habarcsba rakott kövekből emeltek, a belső oldalon gondosan elsimítva. A talajon elszenesedett, párhuzamos deszkák feküdtek. Ez a kőépület a település vezetőjének a háza lehetett.

#### Házak
A korabeli házak leginkább Méri István kutatásai alapján ismeretesek. Ő úgy vélte, hogy a legjellemezőbbek az egy helyiséges, földbe mélyített, kemencés lakóházak (→ veremház). Később egyre nyilvánvalóbbá vált, hogy a felszíni építésű faházak, boronaházak is a korabeli építészet szerves részét képezték, csak ezek maradványai nehezebben találhatók meg. A kis méretű, általában mindössze 12-16 négyzetméteres házakat körülvették a gazdasági épületek, féltetővel lefedett szárnyékok, tárolók, kemencék. Az állatokat is ezekben a szárnyékokban tartották, a házak mellett, főleg télen.
A földbe mélyített gödörházak falát vesszősövény alkotta, amit pelyvával kevert sárral betapasztottak. Az alacsony falon csak ajtónyílás volt. A tető gerincét, a szelemenfát két ágasfa tartotta, és azt bőrrel, náddal, nemezzel fedték be. Közepén a füstnek nyílást hagytak, amit be lehetett takarni. Az épület belsejét kimélyítették, körben a fal mellett padkát hagytak fekvőhelyeknek. (Az ősi finnugor „fal” szó eredetileg növényi fonadékból készített rekesztőhálót, később vesszőfonadékot jelentett. Az ágy is finnugor eredetű szó, de akkoriban ez a leterített nemez vagy bőr fekhelyet jelentette.) Középen, mélyedésben égett a tűz. Ezek az egyszerű házak viszonylag nagy méretűek is lehettek. Az István-kori templomok egy része is ilyen épület lehetett.
A földbe mélyített házaknak a modern régészet már számos fajtáját különbözteti meg. A gödörházzal szemben a veremháznak egyáltalán nem voltak felmenő falai, oldalát a gödör fala alkotta, tetőzete a földre támaszkodott. A házak lehettek négyzet vagy téglalap alakúak, de oválisak vagy kerek alaprajzúak is.
A házak főleg csak alvóhelyet jelentettek, ezt is leginkább a gyerekek, lányok, asszonyok számára; a férfiak és nagyobb fiúgyerekek kint éjszakáztak az állatokkal. Az élet nem a házban zajlott. Világítás nem volt, még gyertya sem, legfeljebb a viaszba tettek kanócot, de ritka lelet az erre utaló cserépmécses.

#### Nemezházak
Kristó Gyula az általa feldolgozott forrásokból arra a következtetésre jutott, hogy a honfoglalás idején a magyarok, még mint nomadizáló nép, túlnyomórészt sátrakban, azaz jurtákban laktak. Az állandó házakra való áttérés a honfoglalás utáni századokban fokozatosan ment végbe azzal, hogy még sokáig nagy szerepük volt a jurtáknak, különösen a nyári időszakban.

## Ruházkodás
A textilek készítése a nagycsaládokban a nők feladata volt. A bőrök varrásához állati inakat és bélből sodort fonalat használtak. A vászon egyik alapanyaga a kender volt, de lehetséges, hogy ez nem a mai kender, hanem egy másik, hasonló rostnövény volt, amit Almásy György írt le 1900 körül Belső-Ázsiából. Nagyon fontos tevékenység volt a szőnyegszövés és a nemezkészítés is. A téli és nyári öltözködés csak abban különbözött, hogy télen egymás fölé több inget, ruhadarabot vettek fel. A nők is nadrágot hordtak, mivel ugyanolyan nyeregben lovagoltak, mint a férfiak.
A tehetősebbek által viselt ruházat sok darabja zsákmányból, illetve a keleti kereskedelemből, közte bizánci és perzsa, sőt kínai forrásokból került a tulajdonukba (brokát, selyem és más drága anyagok). Számos különböző forrás utal arra, hogy eleink – a többi nomád néphez hasonlóan – a tisztálkodással nem sokat törődtek, alsóruhájukat nem váltották. A szövetek nagy értéke miatt a szétfoszlott ruhák anyagának minden kis darabját újra felhasználták.
A ruhákat általános szokás szerint szegélydíszekkel látták el. A prémek különösen nagy értéket képviseltek, a prémes és bőrruházatok vagyontárgyaknak számítottak. Prémeket a gallérnál, szegélyeknél, bélésként is alkalmaztak. A legértékesebbnek a fekete rókaprémet tartották.

### Az öv és tartozékai
A férfiviseletben különös jelentősége volt az övnek, ez egyben a harcosok méltóságjelvénye is volt. Lovaglás közben minden fegyvert és szerszámot az övre függesztve hordtak, derékon alul, így nem akadályozták a váll szabad mozgását. A fegyveröv egyben méltóságjelvény is volt. Történeti források szerint az öv levétele a megalázkodás jele volt. A bizánciak a nomádok által használt öveket – amit idővel maguk is átvettek – „bolgár övnek” nevezték, de a magyarok is ilyet használtak. Ennek jellemzője bonyolult szerkezete volt: egy belső kapcsolóöv kötötte össze az öv két végét, kívül pedig a veretekkel díszített, a rangjelzés szerepét is betöltő hosszú övvég lógott le. Egy ilyen övvégen 15-20, de néha 40-50 különböző, aranyozott ezüst veret is volt. A veretek néha bronzból, nagyon ritkán tiszta aranyból készültek. Az övről mellékszíjakon lógtak a különböző szerszámok, fegyverek. A nomádok meserei voltak a teherbíró, de könnyen oldható csomóknak, amikkel a szerszámokat az övre kötötték. Az övkészlet nélkülözhetetlen eleme volt a bőrtarsoly, aminek külső borítása, a nevezetes tarsolylemez, számos példányban fennmaradt.

### Fejfedő
A fejfedő a férfiaknál és a nőknél egyaránt hegyes bőr- vagy nemezsüveg volt, csúcsát az előkelők néha ezüstkúppal látták el.

### Lábbeli
A lábbelik közül főleg a női csizmákról maradtak fenn részletek a temetkezésekben, mivel ezeket gyakran ezüstveretek díszítették. Az általános forma az oldalvarrott csizma lehetett mindkét nem esetében. A csizmák talpa puha lehetett, a kengyelek talpalója is íves. A Kárpát-medencében talált veretek helyzetéből a kutatók felkapó orrú lábbelire következtetnek. Több adat arra mutat, hogy őseink kedvelték az élénk színű lábbeliket.  Akik nem lovagoltak, leginkább bőrből készült bocskort hordtak.

## Művelődés

### Nyelv
Az eurázsiai sztyeppén az 5–10. században élő népek nyelvei több különböző, elsősorban török, indoeurópai (szláv és iráni) és a finnugor nyelvcsaládhoz tartoztak. A történeti összehasonlító módszerrel dolgozó nyelvtudomány mai általánosan elfogadott kutatási eredményei szerint a magyar nyelv finnugor eredetű. Ezt csak akkor lehetne vitatni, ha erről a módszerről kiderülne, hogy nem alkalmas a nyelvek rokonságának feltérképezésére, de ebben az esetben a világ minden nyelvcsaládját újra kellene vizsgálni.
A honfoglalás kori magyarságra emellett széles körben jellemző volt a kétnyelvűség is. Nem csak a magyarsághoz csatlakozott, később asszimilálódó török népcsoportok, a kavarok, a volgai bolgárok bizonyos csoportjai (egyes kutatók, mint Kristó Gyula, ide sorolják a székelyeket is), hanem a magyarok nagy része is beszélt egy törökös nyelvet a magyar mellett.

### Írás
A magyar nyelv honfoglalás előtti jövevényszavai között vannak a betű, az ír, a szám szavaink, ami azt jelzi, hogy a magyarság már ekkoriban megismerkedett valamiféle írásbeliséggel. A sztyeppei kultúrkörben találkozhattak a nyugati törökség többféle írásrendszere mellett a görög, a latin, az arab, a héber írásmódokkal is. Saját írásuk valószínűleg még nem volt, mivel a temetkezési leletek között írást egy-két jel kivételével nem találtak.
A tudományos irodalomban székely írásnak nevezett írást a kutatás mai állása szerint a 10. században, a Kárpát-medencében hozták létre a székelyek a magyar nyelv lejegyzésére. Ez az írás jelei között található négy cirill és 2 glagolita eredetű jelből következtethető ki, amely utóbbiak a maguk részéről csak 863 után alakultak ki. A jelenlegi tudományos ismeretek szerint nem bizonyítható, hogy ezt az írást a honfoglalás kori magyarság a mindennapi életben széles körben használta volna.

### Mesék, mondák

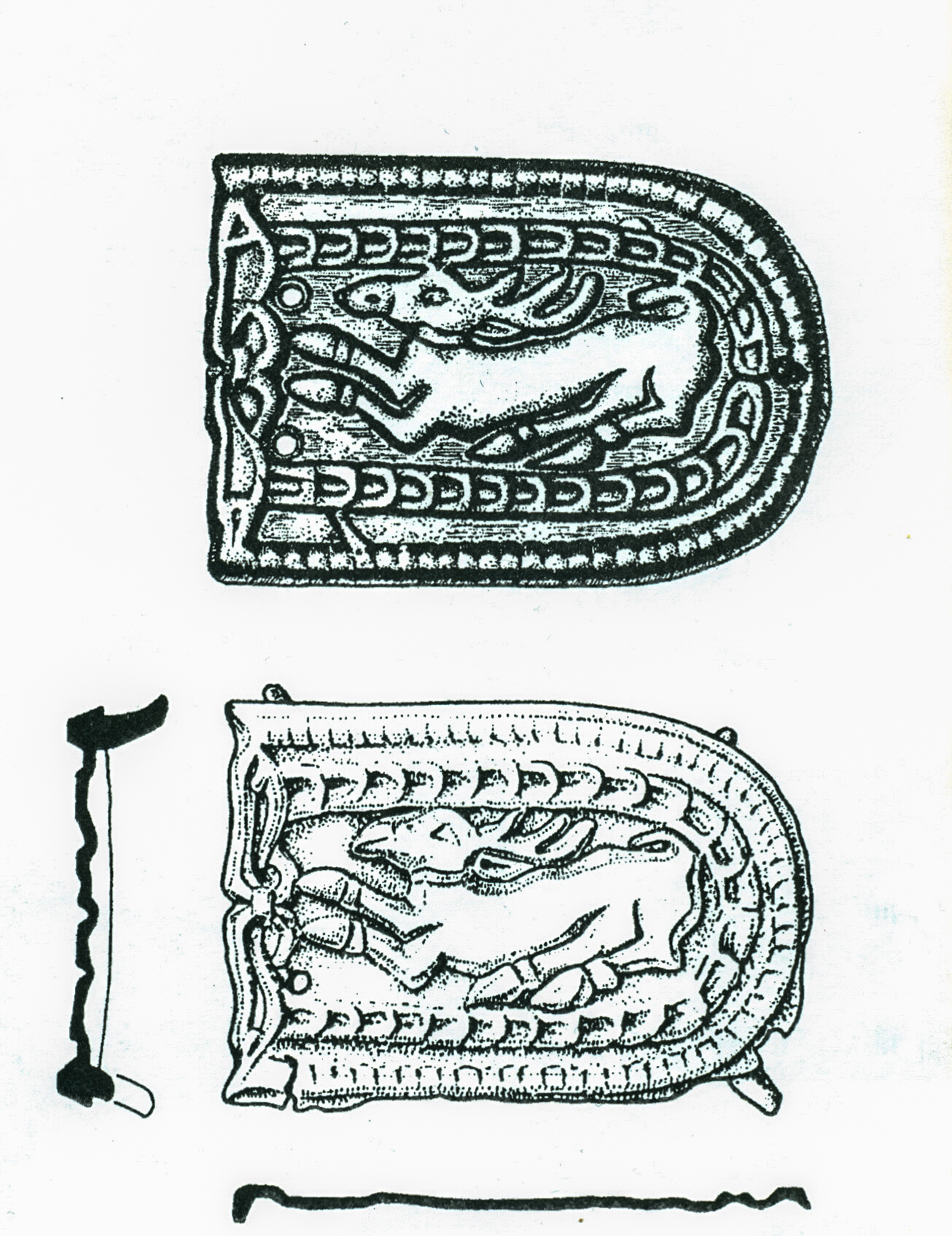
Csodaszarvas-ábrázolások: Törtel és Zbelovska Gora a mai Szlovéniában, amerre a magyar kalandozók egyik hadiútja vezetett

A gazdag és nemzetközileg is elismert magyar népmeseirodalom hosszú hagyományokra tekint vissza, de honfoglalás kori állapotát meghatározni nagyon nehéz. A magyar mese szó finnugor eredetű, egy mond jelentésű ige származéka, de jelentése a 16. századig találós kérdés volt. A mesét magát korábban a beszéd szóval jelölhették, ez az értelmezés a csángóban és a Székelyföldön a közelmúltig fennmaradt.
A magyar honfoglalás mondaköre, a magyarság eredetéről szóló történetek laza füzérének darabjai valószínűleg hosszú szóbeli, majd írásbeli hagyományozódás után a középkori latin nyelvű krónikákban maradtak fenn. A századok során a mondák részletei sokat változhattak, honfoglalás kori állapotuk egyelőre nem meghatározható. Ezek legfontosabbjai a csodaszarvas legendája, valamint a fehér ló mondája. Erősen vitatott az is, hogy a honfoglaló magyarság körében élt-e már a hunokkal való rokonság, illetve Attila hun király hagyománya, vagy ez csak a középkori latin krónikáinkban jelent meg először.

### Zene
Néprajzi és történelmi párhuzamok alapján szinte bizonyos, hogy a honfoglaló magyarság körében is élt az énekmondás, a hosszabb epikai szövegek recitáló vagy énekes előadása, gyakran hangszeres kísérettel. Az énekmondás azonban nem helyettesítette, hanem kiegészítette a népdalok éneklését. Konkrét adatok csak Mátyás király korából vannak, ekkor már sok átmeneti műfaj is létezett az énekmondás archaikus formái mellett, ezt mutathatja a korabeli magyar szóhasználat változatossága (igric, regös, lantos, jokulátor).

#### Hangszerek

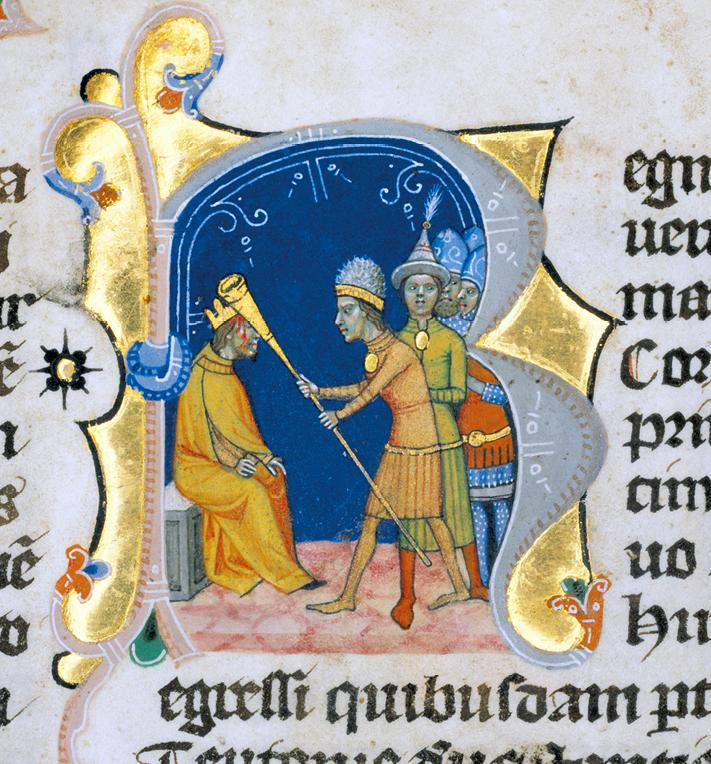
Lehel kürtje a Képes krónika illusztrációján. Lehel vezért „Konrád császár” színe elé vezették, akit kürtjével homlokon vágott

A jászberényi Lehel-kürt nem magyar alkotás, és nem is jellemző a honfoglalókra. A korai középkor nomádok által használt kürtjei a székely fakürthöz hasonlóan leginkább hosszú, egyenes formájúak voltak, és a zenei szerepük mellett hatalmi jelvények is voltak, akárcsak a dob. Ezeknek a zeneszerszámoknak a használatáról, gyártásáról tanúskodhatnak a Kürtös, Dobos szolgálónépi falunevek is. A húros hangszerek közül minden bizonnyal használatos volt már a honfoglalás korában a koboz és a hegedűnek egy sajátos formája is. A korabeli temetkezési leletekből egyelőre csak avar sírokból kerültek elő a duda sípjának maradványai, a feltehetően a magyarok által is használt furulyaféléknek pedig eddig egyáltalán nem akadtak a nyomára. Találtak viszont a sírokban kolompokat, csörgőket.

#### A magyar népzene korai rétegei
Az ősi magyar zene fennmaradt nyomaiból, hagyományaiból Kodály Zoltán már 1937-ben megállapította, hogy az sok, egymástól markánsan különböző stílusból, rétegből állt. A kutatás mai állása szerint ezek a következők:
1. Történelem előtti, archaikus réteg: feszes ritmusú, kötetlen szerkezetű, ütempáros, kis hangterjedelmű, diatonikus dallamvilág. Ez általában megtalálható minden történelem előtti nép zenéjében, illetve a későbbi népek ősi hagyományaiban. 
2. Ugor-kori, ugyancsak kötetlen szerkezetű, diatonikus, rögtönzött, recitatív, kis lépésekben mozgó dallamvilág. Ez a réteg a ma Nyugat-Szibériában élő vogulok és osztjákok medveénekeihez hasonlít leginkább, és a siratóénekekben maradt fenn, mivel a temetési kultusz erősen ellenáll a zenei divatoknak.
3. Etnikumokhoz egyelőre nem köthető ősréteg: pszalmodizáló stílus, strofikus, recitatív, ötfokú dallamvilág. Hasonlít a zsidó-keresztény zsoltárra, de azon jóval túl, Nyugat-Európától Kis-Ázsiáig nyomon követhető. A magyar és a moldvai hagyományban ismert.
4. Ótörök ősréteg: kis hangterjedelmű pentaton stílus. Rokonait a csuvasoknál, cseremiszeknél, és a Bajkál-tó környékén, a hori burjátoknál találták meg. Jellegzetessége az alulról induló, kis ívet leíró melodika. Minden magyar népzenei dialektusban ismeretes.
5. Ótörök réteg: Nagy ívű, ereszkedő pentaton stílus. Az újabb ótörök nyelvi hatásokkal párhuzamosan jelenhetett meg a magyar hagyományban. Ez a fejlett pentaton stílus a legfiatalabb keleti örökség a magyar népzenében. Markánsan eltér a környező népek zenéjétől. A nagy ívű dalok hangterjedelme oktáv, vagy azt egy-két hanggal meghaladja. Sok változatban ismert, a legkülönbözőbb szövegek tartozhatnak hozzá. A strófák szótagszáma 6-tól 16-ig terjed.

### Vizuális művészetek

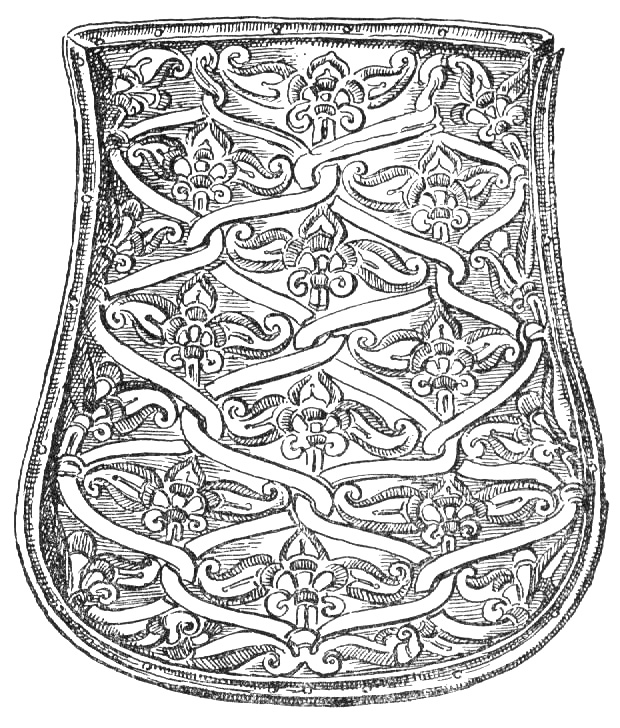
A Galgócon talált tarsolylemez rajza, palmettás díszítés

A korabeli vizuális művészeteknek csak egy kis szelete tanulmányozható, főleg a temetkezésekből előkerült, az időnek ellenálló fémtárgyak. Közülük a legjelentősebbek művészeti szempontból a tarsolylemezek. Díszítőelemeik többségét növényi és geometrikus formák kombinációi, a modern műszóval palmettának nevezett minták adják, amik igen gyakran fordulnak elő a 10. századi tarsolylemezek mellett a hajfonatkorongokon, övdíszeken, lószerszámokon is. Szerepük azonban távolról sem kizárólagos, gyakran előfordulnak más mintázatok is, mint a rozettás lószerszámok és a rombusz alakú ingnyakveretek. Az állati tematikájú mintázatok ritkábbak; közöttük a valós állatok figurái mellett előfordulnak képzeletbeli lények képmásai is.

## Szórakozás

### Vadászat
Az élelemszerzés mellett a vadászat egyre inkább szórakozássá vált ebben a korban. Különösen igaz ez a solymászatra.
A vadászott állatok maradványainak régészeti kimutatása ritka, mivel azokat legtöbbször az elejtés helyén, nem pedig a lakóhelyen dolgozták fel elsődlegesen. A vadállomány ebben a korban már erősen hasonlított a maira a Kárpát-medencében, de akkor még előfordult az őstulok (utolsó előfordulása a zalavári Karoling központból, Mosaburgból ismeretes), és a maralszarvas, Európa legnagyobb testű és trófeájú szarvasa is.
A temetkezésekből a vadak közül az őz, a farkas, róka, borz, vaddisznó, mezei nyúl, hattyú és a pusztai ölyv maradványai kerültek elő sírmellékletként, amulettként.

### Kutyák
Az Árpád-korból sokféle kutya maradványai kerültek elő, de az avar korral ellentétben tényleges kutyás temetkezések nem ismeretesek. Találtak viszont a sírokba később beásott kutyamaradványokat, illetve az emberi sírok közé temetett kutyákat. A legtöbb lelet közepes és nagy pásztorkutyáké, vadászkopóké és agaraké.

### Vadászmadarak

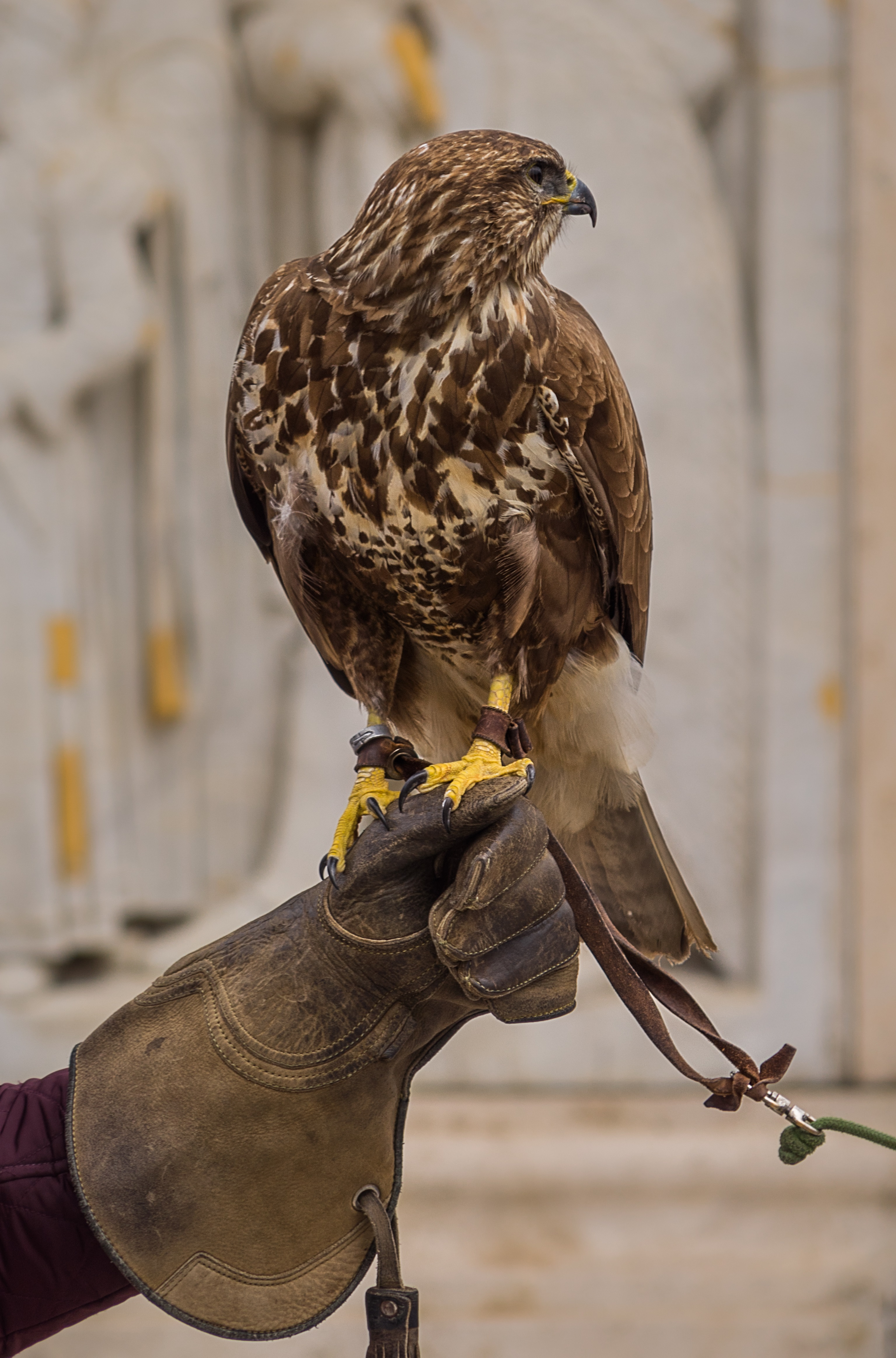
Solymászat

A solymászat, illetve a más madarakkal történő vadászat emlékei elsősorban az ötvösművészetben, valamint a személynévadásban (Ákos, Kartal, Turul), helynevekben (Solymár, Solymos, Kerecsend, Ásványráró, Karcsa) lelhetők fel, régészeti leletekben eddig nem sikerült kimutatni. Bizonyos azonban, hogy a solymászat nagyon népszerű volt a honfoglalók körében. A legtöbb vadászmadár neve (ölyv, sólyom, karvaly, torontál, bese, szongor, turul, kerecsen, keselyű, uhu és mások) a törököktől került a magyar nyelvbe, és ők híresek voltak lovassolymászatukról. A nagyobb testtömegű vadászmadaraknak szerepük lehetett az előkelők háztartásának ellátásában is.

### Játékok
A honfoglaló magyarok ismerték és gyakorolták a juh vagy kecske sarokcsontjának dobókockaként történő használatát, nyilván különböző játékokban, ami egyébként már a rézkor óta széles körben, számos kultúrában dokumentált. A régészek találtak apró ólmokat is a csontba süllyesztve, azaz a csalás már ekkor is előfordult a játék során. A malomjátékot, illetve az ahhoz hasonló játékokat pedig már a paleolitikum embere ismerte, és a magyarok körében is népszerű volt.
Agyagból megformázott kis állatokat is találtunk, miniatűr edénykéket, amivel a gyerekek játszhattak.
A sportok, sportjátékok, mint a birkózás, az íjászat és más harci játékok a fiatalok harci kiképzésének is fontos részei voltak. Korabeli források szerint a harci játékok során időnként táncokat is előadtak.

## Kapcsolódó szócikk
- Régi magyar személynevek
- Mindennapi élet Mátyás király korában
- Ujelgi